# 诸葛亮
诸葛亮（181年—234年），字孔明，琅琊郡阳都县（今山東省临沂市沂南縣）人。三國時期蜀漢（季漢）丞相:2902，亦是政治家、军事家、发明家及散文家，曾发明木牛流马、诸葛连弩等。他常被後世認為是智慧和忠義的典範。先為劉備麾下核心幕僚，後主劉禅早期蜀漢實際上的最高領導人。
諸葛亮年輕時自比管仲、樂毅，人稱「卧龙」:2902。諸葛亮與徐元直、崔州平、石廣元、孟公威交好，與「鳳雛」龐統師出同門齊名。劉備三顧茅廬始見之，為劉備畫據荊益、聯合孫權、抗拒曹操之策，輔佐劉備取荊州，定益州，遂與曹魏、孫吳鼎足而三:2902。曹丕代漢，劉備稱帝於成都，以諸葛亮為丞相:2902。劉備死，諸葛亮輔助後主劉禪，以丞相封武乡侯，兼領益州牧:2902。
諸葛亮整官制，修法度，志復中原:2902。諸葛亮改善經濟，休養生息，打壓益州豪族，平定南中叛亂，控制南中。屢次北伐，與魏相攻戰:2902。建興十二年，諸葛亮卒於五丈原軍中，年五十四，谥為忠武:2902。《三國志·蜀志》有傳:2902。後世景仰诸葛亮才能品格，常尊其为武侯、诸葛武侯。後民間小說、戲曲謂其通曉陰陽，料事如神:2902。“鞠躬盡瘁、死而後已”，代表中国传统文化忠臣与智者。明代羅貫中《三國演義》所刻畫者，流傳眾口，最為著稱:2902。毛宗崗评《三国演义》将诸葛亮称为“三绝”中的“智绝”。

## 生平
葛氏原住在琅琊諸縣，後遷到琅琊陽都，陽都先有葛氏，時人稱諸縣葛氏為諸葛，因之以諸葛為姓:1232。
黎東方在《細説三國》稱，諸葛亮遠祖是商代葛國國君，封邑在今河南省東部:2。諸葛亮是漢司隸校尉諸葛豐後；父親諸葛珪，字君貢，漢末為泰山郡丞:911。
漢靈帝光和四年（181年），諸葛亮生於琅琊陽都:3。不久母親章氏去世，父親續娶:3。中平五年（188年），諸葛亮的父親諸葛珪去世:3-4。一家生活由叔父諸葛玄來照料:911。

### 躬耕十年
袁術與諸葛玄是世交，他請諸葛玄擔任豫章郡太守:4。興平元年（194年），諸葛玄帶著諸葛亮及其弟諸葛均以及他們兩個姐姐隨同上任:4。諸葛瑾留家照顧繼母:4。之後諸葛瑾帶著繼母到江東避難，後來出仕於孫權帳下:4。
之後漢朝更選朱皓代諸葛玄職位:4。諸葛玄素與荊州牧劉表有舊，往依附之:4。諸葛玄許配諸葛亮大姐予中廬蒯祺，許配諸葛亮二姐予龐德公兒子龐山民:5-6。建安二年（197年）諸葛玄死，當時諸葛亮虛歲十七歲:6。諸葛亮躬耕隴畝，好為《梁父吟》；身長八尺（約184公分，漢時一尺約為23.1公分），每自己比作於管仲、樂毅，當時人都不同意；惟有博陵崔州平、穎川徐庶與諸葛亮交好，說是確實這樣:911。
诸葛亮與當時荊州名士司馬徽、龐德公等結交:911。三國志註《襄陽記》記載曰：黃承彥高爽開列，為沔南名士，謂諸葛亮：「聞君擇婦；身有醜女，黃頭黑色，而才堪相配。（聽聞你正要挑選妻子；我有一醜女兒，黃頭髮、黑皮膚，但才華堪相配於你。）」；諸葛亮答應，即迎；時人以為笑樂，鄉里為之諺曰：「莫作孔明擇婦，正得阿承醜女。（不要像諸葛亮那樣選老婆，娶了黃承彥的醜女兒。）」:929

### 三顧之恩

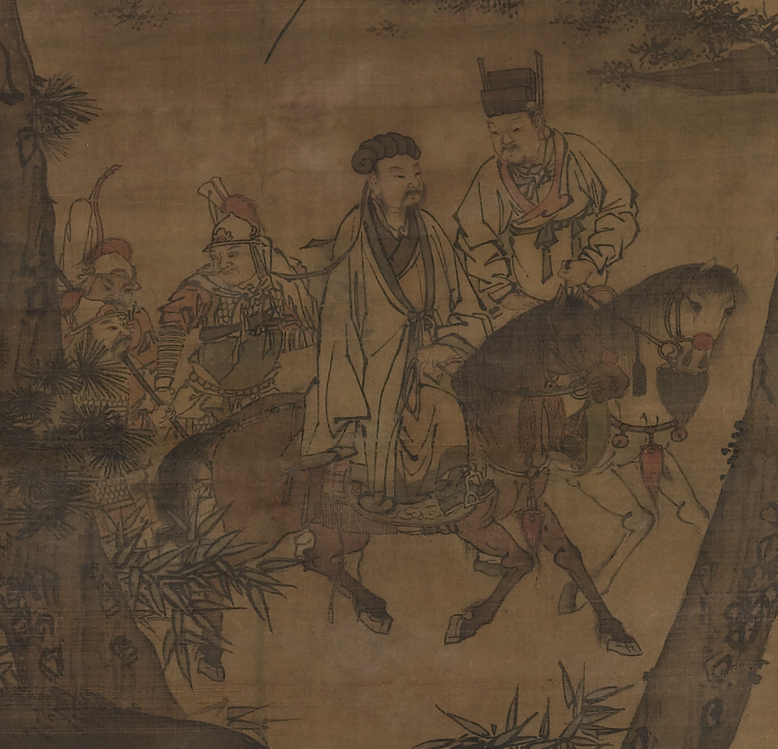
明人作《孔明出山圖》

建安六年（201年），曹操既破袁紹，自南進擊劉備；劉備派遣麋竺、孫乾與劉表相聞，劉表自郊外迎接，以上賓之禮相待，增益其兵馬，使之屯兵新野:876。劉備向司馬徽請教世事。司馬徽說：「我這儒生是淺俗士人，怎麼會懂時勢事務？知道時勢事務的人都是英俊豪傑。在這地方，有臥龍（诸葛亮）、鳳雛（龐統）兩人。」:913徐庶見劉備，劉備器重，徐庶對劉備說：「諸葛孔明，是臥龍，劉將軍希望見到嗎？」；劉備答：「你與他一起過來吧。」；徐庶說：「諸葛亮這個人你需要親自去見他，不能由其他人去做，還委屈將軍您坐車去拜訪他。」:912
建安十二年（207年）冬，刘备親自拜訪諸葛亮，三次才見到（史稱「三顧茅廬」）；劉備屏退別人說：「現在漢室衰敗，奸臣掌權，使當今聖上蒙受苦難。我不自量德行與能力，卻想要以天下蒼生為己任，欲以天下伸張大義，只是我的智術淺薄，到今天還一無所成。然而我的志向還沒消退，先生可以出謀畫策嗎？」:912
諸葛亮遂向劉備陳述三分天下之計，分析：此時與曹操挾天子而令諸侯，此誠不可與之爭鋒；孫權據有江東，以歷三世，可以爲援而不可圖；又詳述荊州北據漢沔、利盡南海、東連吳會、西通巴蜀。此乃用武之國、戰略要地，而其主劉表不能守，此恐怕是上天賜予劉備；益州是漢高祖成就帝業之地，其主劉璋闇弱；更建議劉備等待時局有變，由荊州、益州進攻中原:912-913，此談話即後世稱為《草廬對》之文章。後來劉備與諸葛亮越來越親近，引起結拜兄弟關羽、張飛等人心有不滿，劉備對此解釋說：「我得到孔明，就像魚得到水，希望眾人別在這件事上做無謂的議論。」；關羽、張飛於是就此做罷:913。
不過根據《魏略》和《九州春秋》的說法，是諸葛亮主動求見劉備後才被劉備錄用，記載與《三國志》和《出師表》的三顧草廬版本有所不同:913-914。
何宇度《益部談資》稱劉備在荊州擴軍，諸葛亮籌措軍需:239。

### 赴吳結盟
劉表妻子蔡氏想劉琮取代劉琦:45，多次與蔡瑁、張允等人在劉表面前說劉琦壞話。劉琦每欲找諸葛亮請教自安之術，諸葛亮動輒拒絕，未與共同謀畫；劉琦便邀請諸葛亮游觀自家後園，共上高樓，飲宴之間，上屋抽梯，迫使諸葛亮授以對策；諸葛亮答劉琦：「君不見申生在內而危，重耳在外而安乎？（您沒看到春秋時期申生留在國內而遇危險，但重耳在外地而得安全嗎？）」；劉琦恍然大悟，決意離開襄陽；適值黃祖過身，劉琦得出，遂任江夏太守:914。
建安十三年（208年），劉表卒:914。劉琮在蒯越、傅巽等人勸説下，最後選擇投降，瞞着劉備向曹操遞降書:46。劉琮聞曹操來征伐，遣使請降:914。劉備屯樊，不知曹操卒至，至宛城乃聞，遂將其眾離去:877。劉備過襄陽，諸葛亮勸説劉備攻打劉琮，可有荊州:877。劉備説：「吾不忍也。（我不忍心啊。）」:877劉備乃駐馬高呼劉琮，劉琮懼怕不能起:877。之後來到劉表墓前祭奠，拜辭而去。劉琮左右及荊州人多歸劉備:877。劉備走到當陽時，人數達10餘萬，一天走10幾里，另遣關羽乘船數百艘，使於江陵會合:877。曹軍五千輕騎於當陽長坂坡追上劉備一行。魯肅建議孫權與劉備聯合抗曹，受命到荊州:51-52。與魯肅相見，劉備與諸葛亮故意稱要先投奔蒼梧太守吳巨:53。諸葛亮主动请缨出使向孙权求救:915。到達柴桑後，諸葛亮面見孫權，給孫權兩個選擇：「若能以吳、越之眾與中原抗衡，不如早與之絕（如果江東的人力、物力能與北方曹操相抗衡，那就早一點與他一刀兩斷:55）」，另一個選擇是：「若不能當，何不按兵束甲，北面而事之？（如果辦不到，那就把盔甲收存起來，士兵解除戒備，向曹操投降:55）」孫權反問諸葛亮那劉備為什麼不去投降曹操，諸葛亮說劉備有高遠志向，他自己絕不會向曹操投降:152。孫權聲言不向曹操投降，卻擔心劉備新敗，還能抗此敵嗎:915？諸葛亮分析，先說自軍散兵歸還和關羽水軍有兩萬人，加上劉琦招集江夏郡戰士也不下一萬人:915。再說曹軍遠來疲弊，追擊劉備時，「輕騎一日一夜行三百餘里，此所謂『強弩之末，勢不能穿魯縞者也』，故兵法忌之，曰『必蹶上將軍』。且北方之人，不習水戰；又荊州之民附曹者，逼兵勢耳，非心服也」:915。最後，他說孫權如果能派遣猛將統領數萬雄兵，與劉備同心協力，必破曹軍:915。孫權決定抵抗曹操，而不是投降:56。諸葛亮去京口途徑秣陵時稱：「鍾山龍盤，石頭虎踞，真乃帝王之宅也」，後來孫權接受諸葛亮建議遷都秣陵，改稱建業:62。曹操率領水陸大軍20多萬，號稱80萬:61。十一月初冬:66，曹操在赤壁之戰大敗:67。

### 足食足兵

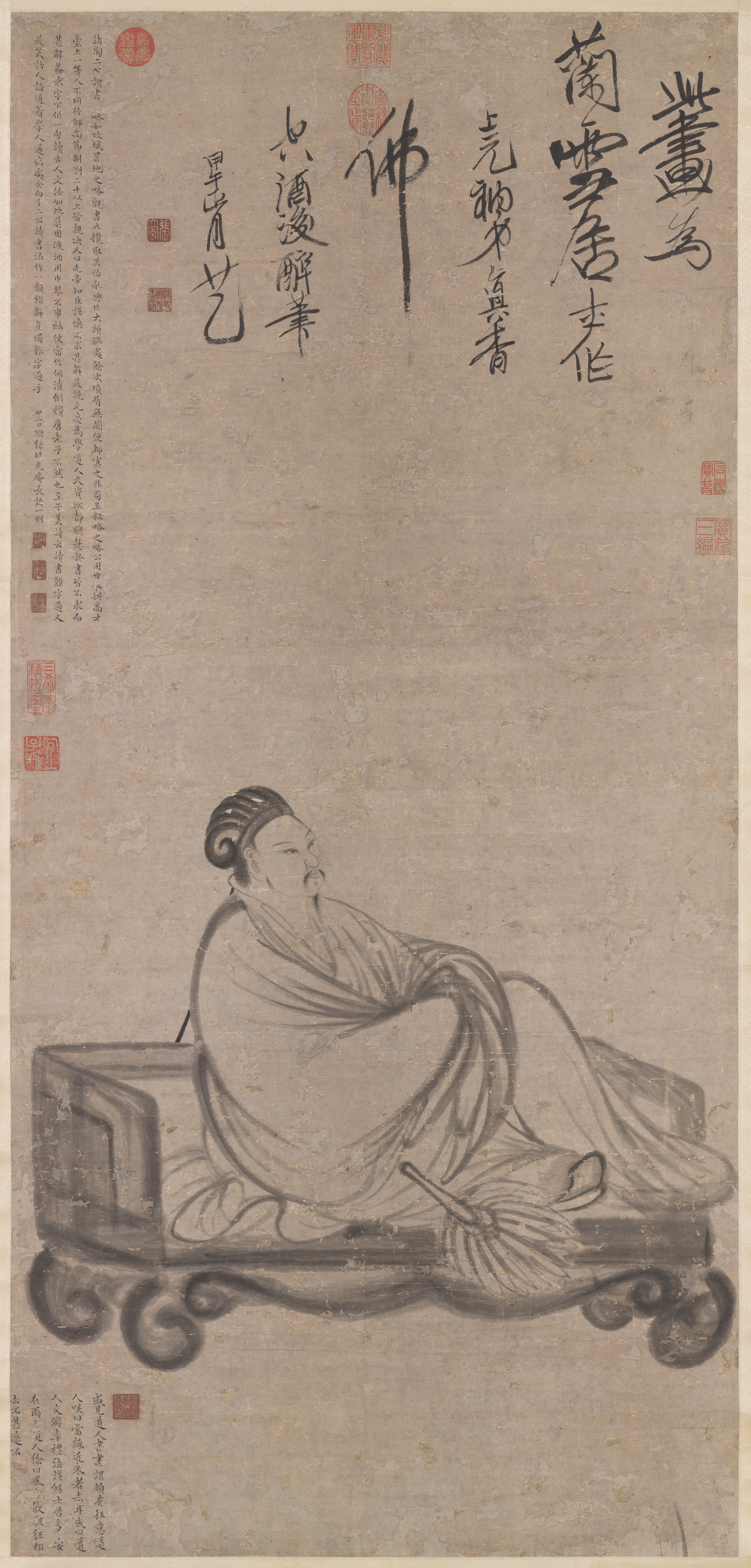
明張飌所繪《諸葛亮像》，現藏於臺北國立故宮博物院

赤壁之戰後，孫權、劉備和曹操瓜分荊州:79。曹仁留守江陵，周瑜派甘寧西取夷陵，曹仁包圍甘寧，呂蒙建議周瑜分兵援甘寧，留凌統守江陵城外，至建安十四年年底曹仁撤軍至襄陽，周瑜為南郡太守:81。孫權控制江夏:82。劉備根據地在油江口，更名公安:82。建安十三年（208年）十二月，荊州南部四郡盡為劉備所占領:170。建安十四年（209年）冬季，劉琦死，群下推劉備為荊州牧，劉備把州治所放在公安城:787。劉備遂收江南，以諸葛亮為軍師中郎將，使督零陵、桂陽、長沙三郡，收其租賦，以供軍實:915-916。裴松之註引《零陵先賢傳》說：「亮時住臨烝。」:916，「此縣居長沙、零陵、桂陽三郡之中，調其賦稅，最為要地也。」:195在《資治通鑒·漢紀五十七·獻帝建安十三年》胡三省注中解釋軍師中郎將一職時說：「軍師，亦古將軍號。曹操初置軍師祭酒，而備置軍師中郎將，皆以一時軍事創置官名也。然軍師祭酒止決軍謀，中郎將則有兵柄。亮後又進軍師將軍。」:2094據《三國志·蜀書·龐統法正傳第七》中記載，諸葛亮曾稱：「主公之在公安也，北畏曹公之強，東憚孫權之逼，近則懼孫夫人生變於肘腋之下。（當初主公在南郡時，北邊畏懼曹操的強大，東邊忌憚孫權的威壓，內部還怕孫夫人平生變故，真是內外交困。:119）」:89
建安十六年，益州牧劉璋遣法正迎劉備，使入蜀助攻張魯；諸葛亮與關羽鎮守荊州:916。建安十七年（212年）十二月，劉備與劉璋決裂。劉備自葭萌還攻劉璋，諸葛亮與張飛、趙雲等率眾泝江，分兵平定郡縣，與劉備共圍成都:916。劉備圍攻雒城有一年，張任守城，其部下流矢射殺龐統:103。諸葛亮留關羽守荊州，與張飛、趙雲等溯流入巴東:104。建安十九年（214年）夏，劉備攻克雒城:105。諸葛亮分遣趙雲從外水定江陽、犍為；張飛定巴西、德陽，與劉備、黃忠等圍成都:105。成都平，以諸葛亮為軍師將軍，署左將軍府事:916。關羽聽聞馬超歸降，以往並非舊人，關羽寫信給諸葛亮，問馬超才能誰可相比；諸葛亮知關羽護前，乃回答稱：「馬超文武兼備，氣概雄烈過於常人，可謂一世之豪傑，黥布、彭越之流，當與張飛相提並論，但是不及美髯公你超逸絕群。」:940劉備派簡雍進入成都勸說劉璋投降，劉璋決意開城投降，與簡雍「同輿而載，出城歸命」；劉備成為益州之主，領益州牧:105-106。

### 蜀漢丞相
據《華陽國志》記載，諸葛亮、關羽、張飛和法正都受金五百斤、銀千斤、錦一萬匹:107。諸葛亮由軍師中郎將升任為軍師將軍，署左將軍府事:106。劉備擴充地盤，諸葛亮留守後方，保障前線糧草兵力:116。建安二十年（215年）初，曹操攻打張魯，占領漢中郡:125。曹操兩位主簿司馬懿和刘晔都劝曹操得到漢中後即入川打刘备:125。诸葛亮为防备曹操出屯江阳。此时孫權派人討索荊州，刘备正率兵从益州到公安，与孙军对峙，准备夺回被孙权夺走的长沙、零陵、桂阳三郡:112-113。偏將軍黃權對劉備說：「若失漢中，則三巴不振，此為割蜀之股臂也。（如果漢中被曹操占領，則三巴受到直接威脅，猶割蜀之臂膀。:126）」劉備懼失益州，便遣使求和於孫權，孫權令諸葛瑾報命，遂分荊州，以湘水為界：江夏、長沙、桂陽三郡以東屬孫權；南郡、零陵和武陵以西歸劉備:114。后曹操班師回許昌，以夏侯渊為主將，张郃為副，杜襲主持汉中行政:125。
從建安二十二年十一月起，劉備先打漢中:127。劉備使諸葛亮坐鎮成都，領法正率十萬大軍北上，攻占陽平關:128。張郃駐軍守廣石，劉備未能攻克，「急書發益州兵」:128。諸葛亮徵詢從事楊洪的意見，楊洪說：「漢中則益州咽喉，存亡之機會，若無漢中則無蜀矣，此家門之禍也。方今之事，男子當戰，女子當運，發兵何疑！（漢中是益州的咽喉，關係到蜀中的存亡，如失去漢中，蜀就危險了，這真是家門的禍福大事，此時，男子應當參加戰鬥，女子可擔當運糧之任，發兵是沒有疑問的。:128）」因法正在漢中，諸葛亮升楊洪代法正為蜀郡太守:128。
建安二十三年九月，曹操到長安:129。建安二十四年（219年），劉備在定軍山下扎營，命黃忠在山後埋伏:128。夏侯淵率主力攻打劉備，黃忠居高衝下，「忠推鋒必進，勸率士卒，金鼓振天，歡聲動谷，一戰斬淵，淵軍大敗」:948。曹操自長安率兵經褒斜谷趕往漢中，劉備說：「曹公雖來，無能為也，我必有漢川矣。（曹操雖親率兵至，也無能為力，我一定能拿下漢中。:129）」夏五月，曹操引兵撤出漢中，漢中歸劉備所有。诸葛亮之后出骆谷，派兵戍守兴势山，设置烽火楼，防备曹操。秋七月，馬超、龐羲、射援、諸葛亮、關羽、張飛、黃忠、法正、李嚴等120人聯名上表劉備為漢中王:132。十月，吳國呂蒙攻打關羽。關羽敗走麥城被呂蒙手下捕殺:143。當劉封失掉漢中東面三郡逃回成都時，諸葛亮擔心在劉備薨逝之後，後主劉禪會很難駕馭剛毅勇猛的劉封。劉備以劉封不發兵援救關羽，又與孟達不和使其投敵，遂命劉封自裁，劉封死:146。
建安二十五年（220年），曹操病逝，曹丕篡漢自立:146。建安二十六年（221年），蜀中傳言漢獻帝被害，漢中王劉備發喪制服，追諡獻帝為孝愍皇帝:148。群臣勸劉備登基為帝，劉備不答應，諸葛亮用耿純遊說劉秀登基故事勸劉備，劉備才決定接受群臣擁立而称帝:148。劉備稱帝後，以諸葛亮為丞相:148。諸葛亮錄尚書事，假節。

### 白帝託孤

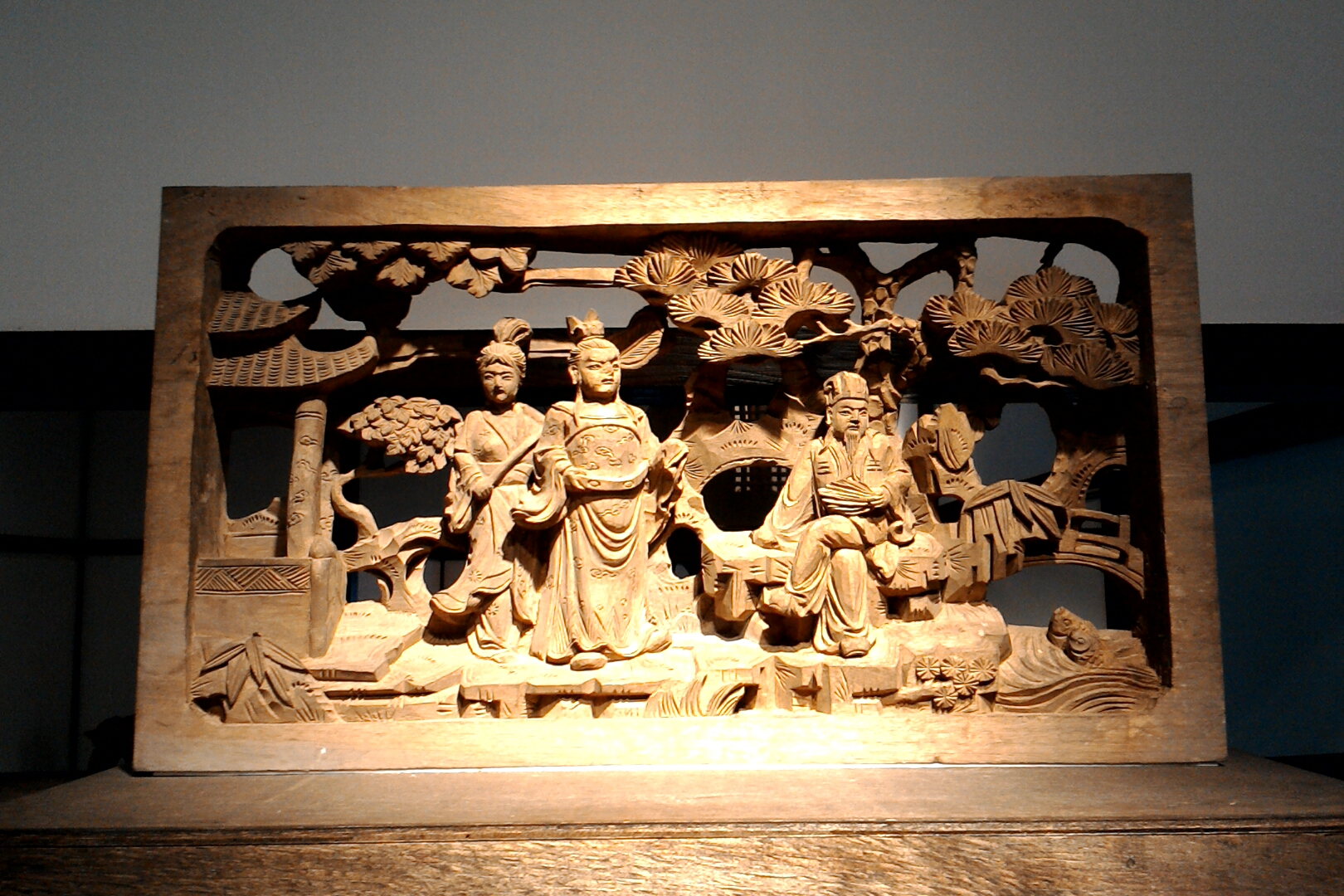
「孔明安居平五路」木雕，右為诸葛亮，左為劉禪

章武二年（222年）八月，劉備東征孙吴，意图奪回荊州和为关羽报仇。劉備大败，撤退至永安:153。諸葛亮大嘆可惜法正逝去，认为法正若在，必能制止刘备东征，即使刘备东征，若有法正跟随，战局也不至如此頹丧。孫權向劉備請和，派大夫鄭泉見劉備；劉備派大夫宗瑋答聘，還派費禕回訪吳國:177。
章武三年（223年）二月，諸葛亮接到劉備詔書，帶著劉永、劉理從成都來到永安。刘备病重，把劉禪託付給諸葛亮，「命丞相亮輔助太子，以尚書令李严為副」:158。四月下旬，劉備對諸葛亮說：「君才十倍曹丕，必能安國，終定大事。若嗣子可輔，輔之；如其不才，君可自取。（你的才能是曹丕的十倍，必定能夠安定國家，終可成就大事。如果嗣子（劉禪）可以輔助，便輔助他；如果他沒有才幹，你可以自作决断。)」:918諸葛亮涕泣說：「臣敢竭股肱之力，效忠貞之節，繼之以死！（臣必定竭盡自己所有力量，報效忠貞之氣節，繼續至死為止！）」劉備又要劉禪和其他兒子「與丞相從事，事之如父」。:918呂思勉稱：「菁華已竭，褰裳去之，為是言易，欲行是事，不可得也。古來聖賢豪杰有蓋世之才智，卒不能自免於敗亡以此。」:862
延至四月，劉備駕崩，孫權派立信都尉馮熙到白帝城吊喪:177。刘禅继位，封諸葛亮為武鄉侯，領益州牧，開府治事，政事不論大小，「咸決於亮」:164。
南中的蠻王、豪強在鬧事，諸葛亮也先擱在一邊，「糧穀軍之最要」，積極發展農業生產：盡可能減輕農民負擔及興修水利:174。諸葛亮分設司金中郎將和鹽府校尉，管理冶鐵和煮鹽:175。諸葛亮又鼓勵種桑養蠶，繅絲織錦，制作蜀錦：「今民貧國虛，決敵之資，惟仰錦耳。」:176
諸葛亮派廣漢太守、使臣鄧芝前往吳國:15。孫權便斷絕同曹魏來往，派張溫回訪蜀漢:19。與此同時曹魏司徒華歆、司空王朗、尚書令陳群、太史令許芝、謁者僕射諸葛璋等寫信給諸葛亮，勸其舉國稱藩，但遭到諸葛亮拒絕。建興七年（229年）四月，東吳孫權大赦改年，在南郊拜天，即皇帝位，諸葛亮派衛尉陳震去東吳祝賀孫權登皇帝位，3個月後孫權把國都從武昌遷回建業:22-25。

### 五月渡瀘

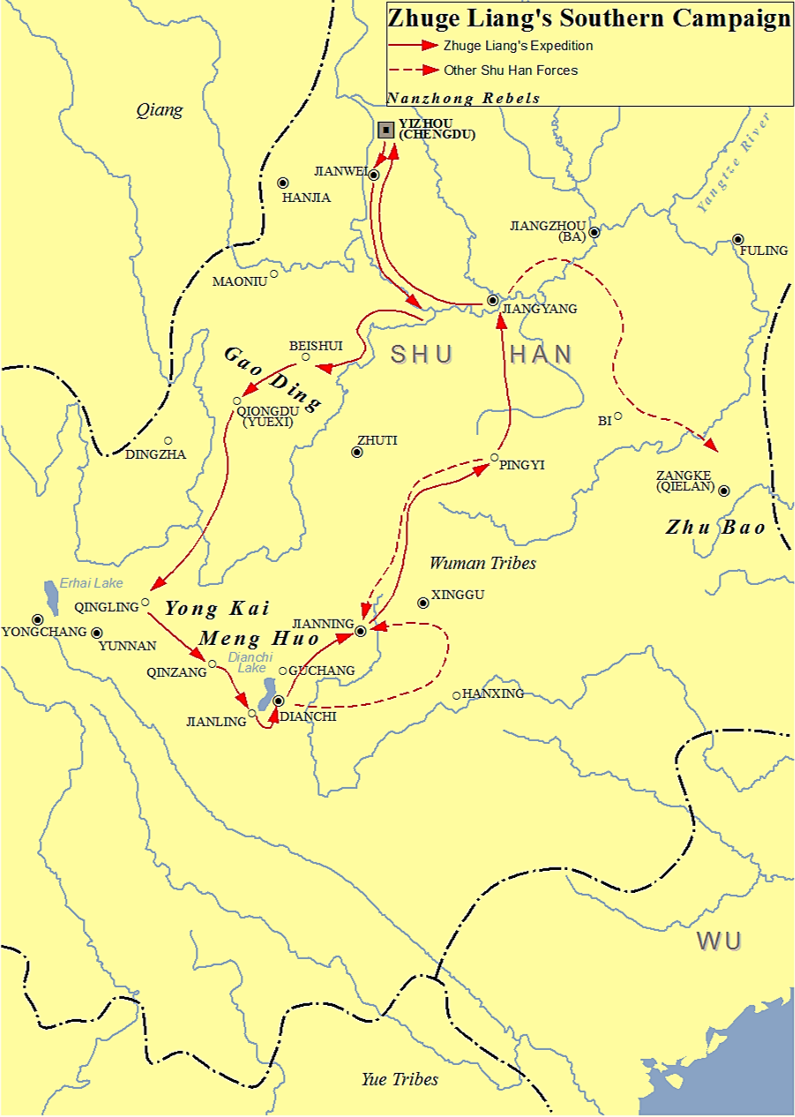
諸葛亮平南戰役路線圖

建興二年（224年）春，「務農殖谷，閉關息民」:70。建興三年（225年），諸葛亮率大軍南征，臨行前曾徵求馬謖意見，馬謖提出「攻心為上」:53。劉禪賜諸葛亮金鈇鉞一具，曲蓋一個，前後羽葆鼓吹各一部，虎賁60人。後諸葛亮深入不毛之地討伐雍闓、高定和孟获，諸葛亮采取参军马谡的建议，以攻心为主，先打敗雍闓軍，再打敗孟获，至秋天平定所有亂事。孟獲投降，諸葛亮揮軍東進，與李恢、馬忠會師於昆明滇池:136。此次出戰一是為開發南中，增強蜀漢國力；二是為北伐曹魏:154。此後蜀漢的山地作戰能力因為南中的山地兵的注入而變得更加強大。呂思勉稱：「抑亮與李恢、呂凱等，雖竭力經營，南夷仍未大定，直至馬忠督庲降，張嶷守越巂，霍弋守永昌，然後竟其令功也。諸人者，固未嘗不竭撫育之勞，亦未聞遂釋攻戰之事，此又以見攻心心戰之策，未足專恃矣。要之亮之素志，自在北方；其於南土，不過求其不為後患而止。軍國攸資，已非夙望，麤安麤定，自繫本懷。一出未能敉平，原不足為亮病，必欲崇以虛辭，轉貽致譏失實矣。」:858

### 五次北伐曹魏

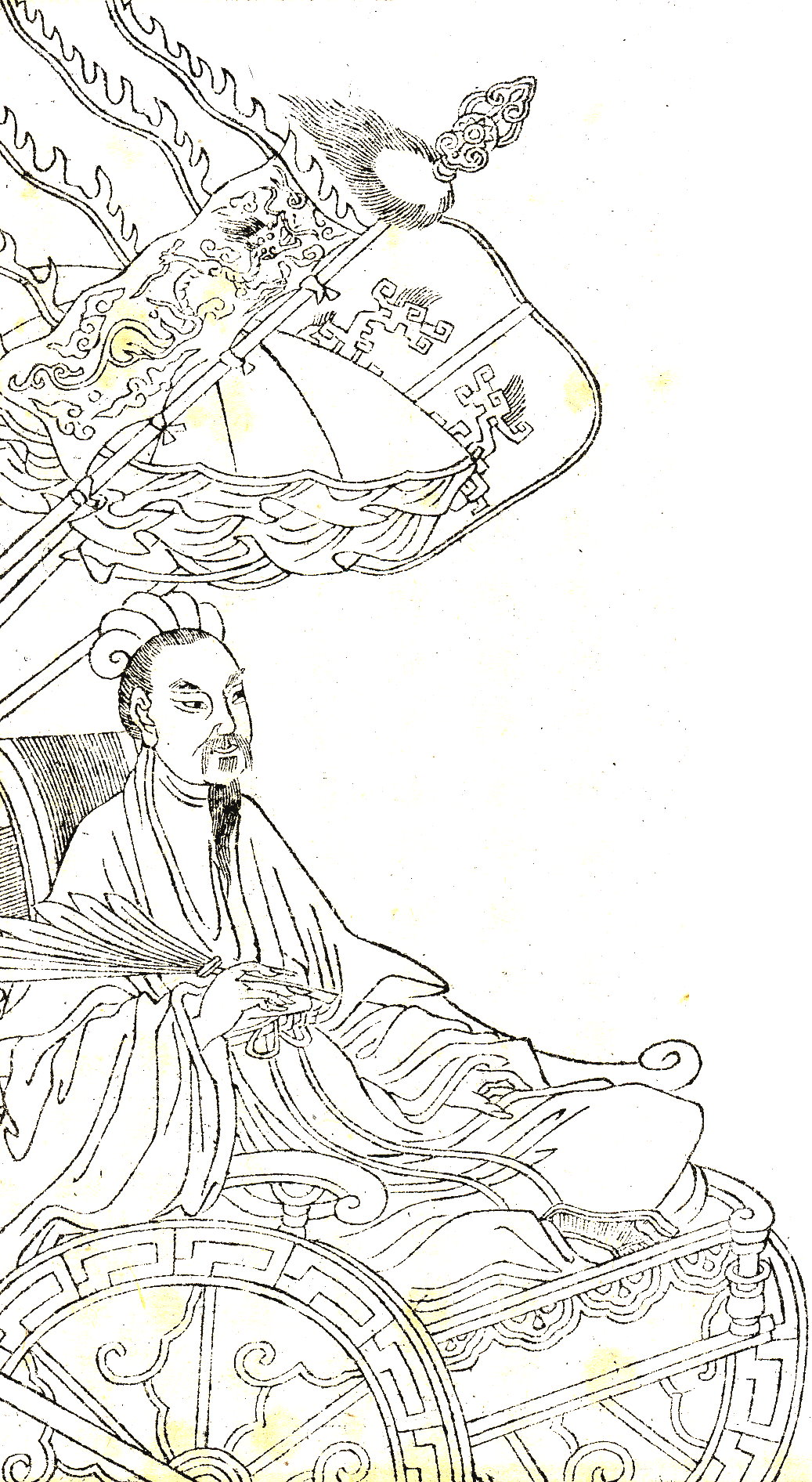
清人所畫諸葛亮出征圖

第一次北伐: 建興五年（227年），諸葛亮率諸軍北駐漢中，臨出發前，向劉禪上《出師表》:919。遂行，屯兵於沔陽:920。諸葛亮任張裔為丞相府長史:53；參軍蔣琬一起處理國事，張裔去世後，蔣琬代替其職:64。諸葛亮率軍北上，在漢水北面陽平、石馬紮下大營，屯兵於漢中:183。建興六年（228年）春，诸葛亮揚聲由斜谷道取郿，使趙雲、鄧芝為疑軍，據箕谷，曹真舉眾軍相拒:922。諸葛亮身率諸軍攻祁山，戎兵陣列整齊，賞罰嚴肅而號令分明，南安郡、天水郡、安定郡叛魏響應諸葛亮，關中震動:922。魏明帝往西鎮壓長安，命令張郃兵拒諸葛亮，諸葛亮使馬謖督諸軍在前鋒，與張郃戰於街亭:922。馬謖違反諸葛亮調度，不合舉動，大部為張郃所攻破:922。諸葛亮拔西縣1,000餘家，還兵漢中，戮殺馬謖以謝罪於眾:922。本有投降之意的曹魏祁山守将高刚也因此没有投降。於是諸葛亮自貶三級为右将军，行丞相事，所總統政事如前:922。
第二次北伐: 建興五年（227年）冬十二月，諸葛亮再一次統兵北伐，出散關，直逼陳倉:205。糧盡退兵，諸葛亮知道王双追來，預先設伏，將其斬殺:207。
第三次北伐: 建興七年（229年）春，諸葛亮派陳式進攻武都郡、阴平郡:207-208。以攻取二郡之功复为丞相。建興八年（230年），曹魏派派司馬懿由西城、張郃由子午道、曹真由斜谷三路進攻漢中，諸葛亮率軍西征，命李嚴率軍2萬赴漢中:44-45。主帥大司馬曹真由北面子午谷徑取南鄭、副帥大將軍司馬懿由宛城溯漢水出西城及征西將軍張郃由斜谷向漢中進發奪取南鄭，郭淮、費曜、夏侯霸等為隨軍將領，三路軍隊計劃會師於南鄭。諸葛亮親自率領主力軍隊抵抗魏軍，深怕士兵不足，更特意命江州都督李嚴從後方調兵北上支援，更派魏延和吳懿帶兵擾魏軍側後方。秋季的雨下了一個月道路難行，減慢了魏軍的前進延誤軍機。最終，曹魏軍未抵漢中，魏明帝下詔撤軍。
第四次北伐: 建興九年（231年），諸葛亮組織第四次北伐:229。諸葛亮已經發明了木牛流馬，欲解決前三次蜀軍北伐運糧不繼的弱點，更配備先進武器連弩。蜀軍諸葛亮率部下魏延、王平、高翔、吳班和姜維出戰。反觀曹魏大司馬曹真剛好病逝，魏明帝命大將軍司馬懿取代曹真成為曹魏最高統帥執掌兵權。司馬懿統率張郃、費曜、戴凌和郭淮迎戰，蜀魏兩軍兵力不相上下旗鼓相當。諸葛亮曾經數次挑釁魏軍，司馬懿卻按兵不動，蜀魏兩軍對峙一個月，諸葛亮表面上只好退兵，實際上引魏軍迎戰。曹魏將領多番請司馬懿主動迎戰，司馬懿在五月分二路進攻蜀軍，第一路司馬懿進攻諸葛亮大本營，第二路車騎將軍張郃攻祁山南面的蜀軍據點。一方面，諸葛亮利用八陣圖成功痛擊司馬懿兵馬，另一方面，張郃也不敵堅守的蜀軍王平。諸葛亮續派魏延、高翔、吳班等猛攻魏軍，取得大勝，「獲甲首三千級，玄鎧五千領，角弩三千一百張」:234。李嚴督運糧草，運糧不繼，派部下去見諸葛亮，轉達己見要求撤軍，六月，諸葛亮向漢中撤退，司馬懿派張郃軍追擊，張郃中箭身亡:235-236；諸葛亮撤軍回來後，李嚴試圖搪塞卸責，「欲以解己否辯之責，顯亮不進之愆也」，諸葛亮訊問李嚴使其認罪，廢為平民，流放於梓潼郡:45。諸葛亮與大臣聯名給尚書公函（《公文上尚書》）要求懲處李嚴。自從第四次北伐退兵後，諸葛亮在漢中黃沙休整軍隊，訓練士兵，宣導農耕，屯糧備戰；他在建興十一年（233年），在斜谷口修建糧倉，運大批糧食屯儲:237。
第五次北伐: 建興十二年（234年）二月，諸葛亮再次興兵北伐:237。诸葛亮集中在漢中10萬大軍全部出動，木牛流馬，運糧不停，同時相約東吳東西並舉:237。諸葛亮在渭南地區分兵屯田:240。曹魏面對西東兩條戰線，魏明帝採西守東攻，西線命司馬懿(約10萬大軍)堅守抵御蜀軍，更派秦朗率二萬騎兵援司馬懿，東線魏明帝御駕親征討東吳。在五月，東吳出兵曹魏，七月退兵:240。另一方面，反觀魏蜀交戰勢均力敵不分勝負，西部戰線進入相持狀態。雖然諸葛亮和司馬懿各為其主，但雙方在私下有書信往來，「利在急戰」的諸葛亮多次向「堅壁拒守以逸待勞」的司馬懿發出戰書，其中一次派人送女裝及首飾，諷刺曹魏主帥為女流之輩去激怒司馬懿。司馬懿寫奏章向魏明帝請戰，明帝下令不許出戰，並派衛尉辛毗持符節制止魏軍:241。姜維對諸葛亮說：「辛佐治仗節而到，賊不復出矣。」諸葛亮說：「彼本無戰情，所以固請戰者，以示武於其眾耳。將在軍，君命有所不受，苟能制吾，豈千里而請戰邪！」司馬懿穿着戎装，派人查探诸葛亮军情，得知诸葛亮乘坐素色乘舆，头戴葛巾，用毛扇指麾三军，军队一举一动都服从诸葛亮指令。司馬懿聽說後稱讚諸葛亮：「這可以說是名士阿。」 魏蜀兩軍在渭濱對峙三個月不分勝負。諸葛亮常常派人至司馬懿軍中下戰書，司馬懿避而不談軍事，只向漢使詢問諸葛亮寢食和管理政事的繁雜，不過問軍旅之事。諸葛亮使者對司馬懿說：「諸葛公夙興夜寐，罰二十以上，皆親攬焉；所啖食不至三升。」可見諸葛亮早起晚睡，事無大小終日忙碌。古時候每人每日平均進食5升米，諸葛亮每天卻只進食不到3升米, 較獨居老人進食量還要少。司馬懿說：「亮將死矣。」司馬懿從諸葛亮的起居飲食推斷他命不久矣。

### 星落五丈原

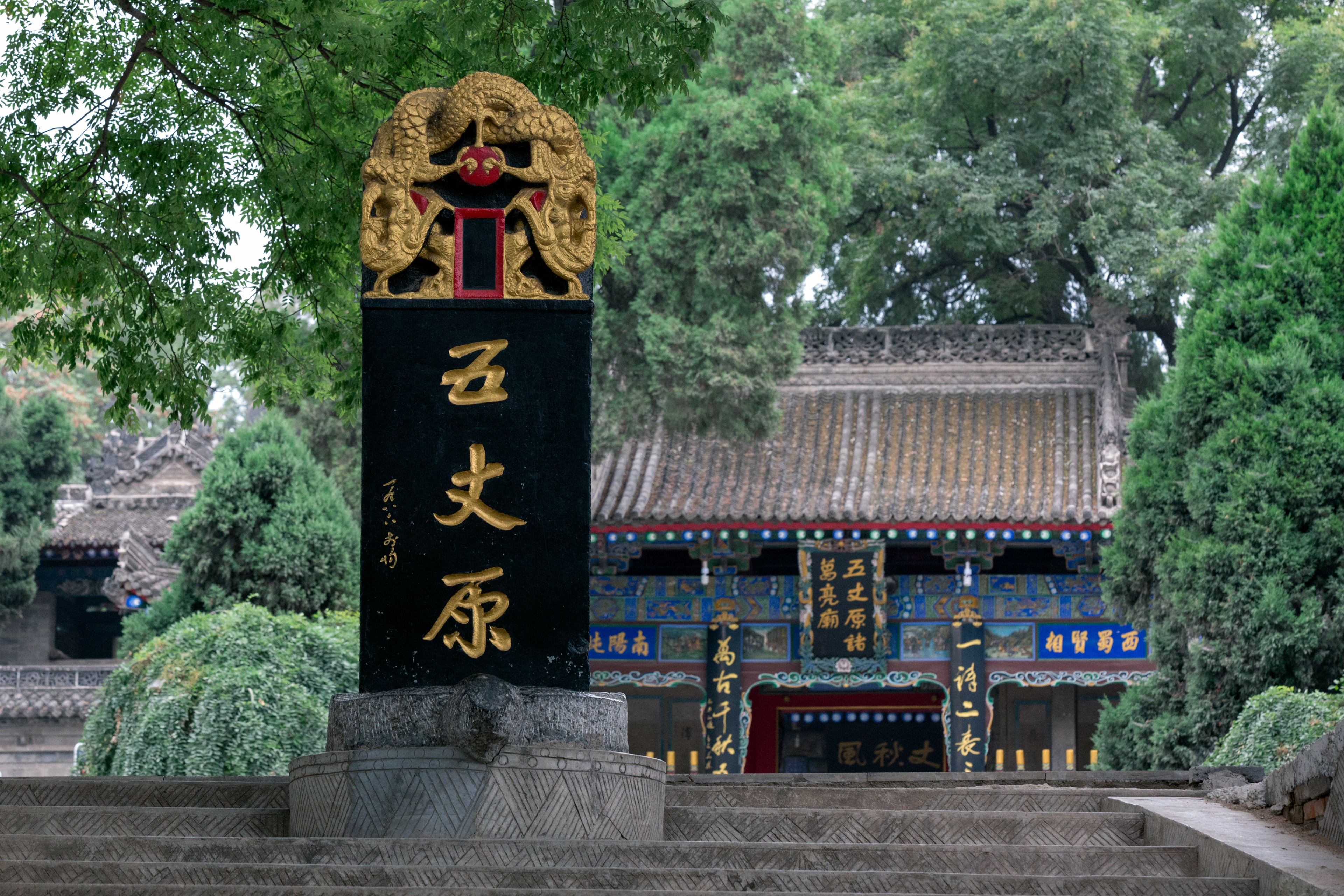
位于五丈原的諸葛亮廟

建興十二年（234年）八月，諸葛亮病重:925。蜀漢後主劉禪派尚書僕射李福到前線去探望，諸葛亮託付李福，希望蔣琬成為自己的後繼人，李福問還有誰，諸葛亮又指名費禕，李福再問還有誰，諸葛亮不答。諸葛亮在臨終前更安排了10萬蜀軍的撤軍方案。當李福回到成都的時候，根據《晉書》卷1〈宣帝紀〉有關星象異動的記載「有星赤而芒角，自東北西南流，投於亮營，三投再還，往大還小。俄而亮卒」，不久諸葛亮在五丈原病逝，終年五十四歲:242-244。諸葛亮離世後，蜀軍按他意願低調行事秘不發喪，往漢中方向撤軍。《漢晉春秋》稱：楊儀等整軍而還，百姓奔告司馬懿，司馬懿得知蜀漢撤退，率兵來追；蜀軍中監軍征西將軍姜維令楊儀反旗鳴鼓虛張聲勢，司馬懿怕諸葛亮裝死，下令退兵不敢再追:927。於是，楊儀結陣而去，入斜谷然後發喪:927。數日後，雖然蜀軍已退，但是空無一人卻井然有序的蜀漢軍營依然有震懾力。司馬懿不得不佩服諸葛亮的才幹和膽識，稱讚諸葛亮是天下奇才。曹魏軍從斜谷往南追擊蜀軍，卻只看到一路上很多由蜀軍佈置的(古代對付騎兵的地雷)鐵蒺藜。司馬懿之退，百姓為之諺語：「死諸葛走生仲達。」:927或以告訴司馬懿，司馬懿説：「吾能料生，不便料死也。（我能預料他活著時想做什麼，不能預料他死。）」:927

## 逸聞
- 南朝齊梁時文人殷芸在《小說》中記載一段與諸葛亮有關的事。內容描述東晉權臣桓溫伐蜀時遇到一位百歲老翁，年輕時曾在諸葛亮在世時與之共事過。桓溫召見他說：「當今之世誰可以跟諸葛亮相比呢?」老翁回答：「諸葛亮在世時我不認為他有什麼特別的，但諸葛亮死後我發現沒人比得上他。」[32]

## 家庭
祖先
- 諸葛豐，漢元帝时任司隸校尉，他以执法严格、性情刚直見称。

父辈
- 诸葛，東漢末年為泰山郡丞。
- 諸葛玄，叔父，本為豫章太守，後投靠劉表，照顧諸葛亮和諸葛均。

兄弟姊妹
- 諸葛瑾，諸葛亮之兄。東吳大將軍、左都護、豫州牧、宛陵侯。兄弟二人於公事皆不带親屬感情。
- 諸葛均，諸葛亮之弟。為蜀漢官吏，官至長水校尉。
- 諸葛亮有兩位姊姊，長姊嫁給襄陽望族蒯氏蒯祺[33]，二姊嫁給庞德公之子龐山民[34][35]。

夫人
- 黃夫人，名士黄承彦之女，刘表的外甥女，民間相傳名黃月英、黃綬、黃碩。宋人追記黃夫人磨麵木人「運磨如飛」，諸葛亮向黃夫人「求傳是術」，據說木牛流馬就是受此啟發而改造。諸葛亮成為黃承彥女婿，岳母是蔡瑁姊姊、劉表後婦親姊妹，遂使蔡瑁成為諸葛亮妻舅，劉表成為諸葛亮姨丈。

子女
- 諸葛喬，本為兄長諸葛瑾次子，後成為諸葛亮養子。官至翊武將軍，早逝。
- 諸葛瞻，諸葛亮長子。歷任騎都尉；羽林中郎將；射声校尉、侍中、尚書仆射加軍師將軍；行都護、衛將軍、平尚書事等職，在魏滅蜀之戰中，涪城一役中戰死。

孫子
- 諸葛攀，諸葛喬之子。因諸葛恪被殺，無嗣，便回作諸葛瑾之後。
- 諸葛尚，諸葛瞻長子。與父親諸葛瞻在涪城一役中戰死。
- 諸葛京，諸葛瞻次子。264年，與諸葛攀之子諸葛顯移居河東，在晉朝仕官。根據裴松之《三国志注》，諸葛京依著他的才能，被任命為郿（今陝西眉縣）令，而晉朝大臣山濤也稱讚過諸葛京為郿令時政績可稱，應予拔擢。諸葛京最後官至江州刺史。

曾孙
- 诸葛显，诸葛攀的儿子。于咸熙元年（264年）迁徙至河东[36]。

堂兄弟
- 諸葛誕，三國時曹魏大臣和重要將領，官至征東大將軍，後在壽春發動叛亂反抗司馬昭，兵敗被殺。

其他
- 清朝张澍《诸葛忠武侯文集·故事》中还记载诸葛亮第三子诸葛怀、诸葛瞻第三子诸葛质及诸葛亮之女诸葛果，但史學研究者张崇琛认为这些人物均属虚构，并不存在。[37]
- 另历代神仙通鉴中記載諸葛亮有一子诸葛企，後過繼給其么弟諸葛均，但正史並無此記載。

後人
浙江兰溪诸葛八卦村的居民，自称是诸葛亮之孙諸葛京的后人。杨玲认为兰溪《诸葛氏宗谱》中陈果夫序言所记载诸葛爽为诸葛京后裔不知依据从何而来，从264年诸葛京等人迁徙河东至884年诸葛爽参与镇压黄巢起义失败长达600多年，一百多年传一代，无法解释；陈果夫序言又记载“自诸葛亮治蜀至诸葛利迁，凡700年，传15代”，杨玲认为平均47年传一代，晚婚或繁衍都有太慢之疑；诸葛爽是青州博昌人，似乎与琅邪诸葛氏不沾边，更无法证明是诸葛亮的后裔。这样的记载，无法做到陈果夫所说的“证之正史、别史及地方志”，以诸葛亮为始祖之谱牒的可信度都可大打折扣。

## 功绩与成就

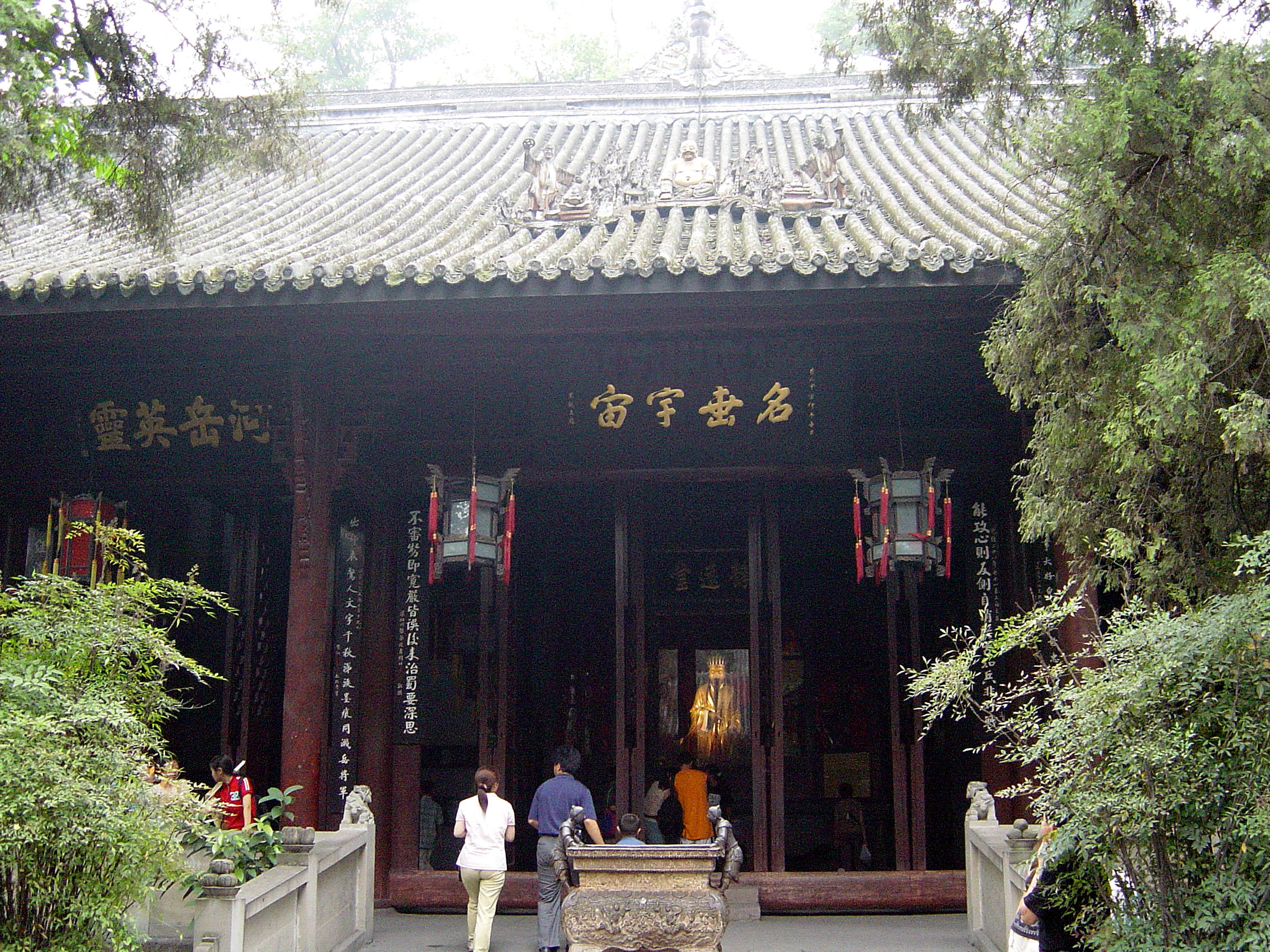
位于成都武侯祠的诸葛亮殿

诸葛亮是中国历史上杰出的政治家與发明家。被袁準稱誉为集忠、义、智、勇于一身，自三國演義起在中华文化圈内很長時間代表智慧的化身。在同属汉字文化圈的汉语与日语里，诸葛亮几乎是智谋的同义词（日本战国时代的竹中重治就被称为“今孔明”）。因为诸葛亮同时具备杰出的才能与高尚的品格，后人对诸葛亮评价颇高，“鞠躬尽瘁、死而後已”成為无数仁人志士的座右铭。
诸葛亮之忠誠，備受後世推崇。在劉備託孤後，諸葛亮對後主劉禪盡心盡力，凡事親力親為，憂國忘家，於《出師表》中表明心跡，直至最後自己食少事煩，病死軍中。在割据政权中，诸葛亮总揽朝政十余年，既不斂財，也不营谋私利或名位，以兴复汉室为任。另一位托孤重臣李嚴曾寫信給諸葛亮，希望他受賜九錫，但是諸葛亮拒絕，表示不能为汉室收复中原就不算有功。諸葛亮曾上表指出自己沒有多餘財產，只有800株桑樹和15頃土地，而自己穿的都是朝廷賜封，就算兒子都是自給自足，自己沒有一點多餘的財產。果然，諸葛亮直至死時也是如此，甚至在臨死前，也吩咐了他下葬時只需要挖洞一個，棺木能夠放進去便足夠，自己則穿著平常的服裝即可，不須要其他配葬物。诸葛亮死后30年，他的长子诸葛瞻和长孙诸葛尚一起在蜀漢保衛戰中战死沙场。
诸葛亮在政治上有极为突出的成績，除了在《隆中对》提出了刘备政权长期战略外交规划之外，早期經常為劉備足食足兵。等到他开始独掌蜀汉军政大权以后，则以法為根本，到後來在朝內作八務、七戒、六恐及五懼訓誡各臣，而朝外亦民風樸實，賞罰分明，突出法制的作用，在中国古代极为罕见。他鼓勵其他朝臣以集思廣益的態度進諫。他又敢於接受問責、承認錯誤，在第一次北伐時，因為誤用与他最为亲密的馬謖而失敗，他後來上表自責，自貶降官，及对马谡进行处分。《三国志》作者陈寿的父亲因為馬謖兵敗，連坐，被髡（剃髮），但是他对诸葛亮的评价却是“尽忠益时者虽仇必赏，犯法怠慢者虽亲必罚”。诸葛亮极为注重基础设施建设，裴松之注引袁準“亮好治官府、次舍、桥梁、道路”，这是蜀汉之所以长期对魏作战仍能保持经济发展的原因之一。同时代乃至后时代的人对诸葛亮的治国能力有着极高的评价，陈寿称为“识治之良才，管、萧之亚匹。”“至今梁、益之民，咨述亮者，言犹在耳，虽甘棠之咏召公，郑人之歌子产，无以远譬也。”袁準评价为“亮之治蜀，田畴辟，仓廪实，器械利，蓄积饶，朝会不华，路无醉人。”诸葛亮在世时，蜀汉虽然国力较弱，然而在正面战场处于上风，且在战争负荷的情况下国内经济仍然得到了较大发展，这可以体现出诸葛亮杰出的治国能力。
诸葛亮虽然未能克复中原，但是其军事上也有着极为出色的成就。就战略而言，隆中对成为蜀汉集团的战略决策，且在汉中之战后几乎成功。隆中对作出之时，刘备尚是刘表客将，同时期的其他战略分析（如榻上策）均未把刘备看作一方诸侯。在隆中对之后，刘备开始攻城略地，建立基业，最终建立蜀汉。就战绩而言，蜀汉尽管未能夺得陇西地区，然而在弱国对抗强国的情况下，夺得武都、阴平二郡，在正面战场屡屡击败曹魏军队，并射杀魏车骑将军张郃。蜀汉军队军纪严明，陈寿记载“百姓安堵，军无私焉”。蜀汉的北伐大量消耗了魏国的国力，《晋书》有“每诸葛亮入寇关中，边兵不能制敌，中军奔赴，辄不及事机。”“每大军征举，运兵过半，功费巨亿”的说法。司马懿正是在与蜀汉的战争中逐步掌握实权，最终导致了高平陵之变。同时代东吴张俨评论为：“若此人不亡，終其志意，連年運思，刻日興謀，則涼、雍不解甲，中國不釋鞍，勝負之勢，亦已決矣。”认为如果诸葛亮不是因病去世，将最终达成其北伐目标。就军事理论而言，诸葛亮改善了八阵，推演兵法，对军事理论有一定的贡献。司马懿在诸葛亮去世后观察蜀汉营寨称赞其为天下奇才，司馬昭滅蜀後，就立即令其近侍陳勰學習其「圍陣用兵倚伏之法，又甲乙校標幟之制」，直至唐代將領李靖仍然十分推崇。晋书与南北朝诸史有多处关于八阵的记载，充分说明了八阵对后世将领的影响。
诸葛亮在技术發明上亦有靈巧的表現，如改良連弩，制造木牛流马。陈寿称赞为“亮性长于巧思，损益连弩，木牛流马，皆出其意”。
诸葛亮在文学艺术领域亦有不俗的表现。《出师表》是千古名篇，被《文心雕龙》称赞为“孔明之辞后主，志尽文畅”。陆游也有“出师一表真名世，千载谁堪伯仲间”之句，苏轼评价为“简而尽，直而不肆”。诸葛亮亦擅长书法绘画，宋徽宗时编宣和书谱有“自汉晋宋以还，以草书得名者为多，流传于今者，蜀得诸葛亮。今御府所藏草书《远涉帖》。”之句。现今传世之远涉帖，传为王羲之临摹诸葛亮原贴而得。南朝梁陶弘景《刀剑录》记载：“蜀章武元年辛丑，采金牛山铁，铸八铁剑，各长三尺六寸，……并是孔明书作风角处所。”虞荔《古鼎录》记载：“诸葛亮杀王双，还定军山，铸一鼎，埋于汉川，其文曰：定军鼎。又作八阵鼎，沉永安水中，皆大篆书。”“先主章武二年，于汉川铸一鼎，名克汉鼎，置丙穴中，八分书又铸一鼎于成都武担山，名受禅鼎；又铸一鼎于剑山口，名剑山鼎。并小篆书，皆武侯迹。”“章武三年义作二鼎，一与鲁王，文曰：‘富贵昌，宜侯王。’；一与梁王，文曰：‘大吉祥，宜公王。’并古隶书，高三尺，皆武侯迹。”北宋时周越所著《古今法书苑》也记载：“蜀先主尝作三鼎，皆武侯篆隶八分，极其工妙。”唐朝张彦远在《历代名画记》中写道：“诸葛武侯父子皆长于画。”张彦远还在其《论画》一书中，说：“今分为三古以定贵贱，以汉、魏三国为上古，则赵岐、刘亵、蔡邕、张衡、曹髦、杨修、桓范、徐邈、曹不兴、诸葛亮之流是也。”《华阳国志》记载：“南中，其俗征巫鬼，好诅盟，投石结草，官常以诅盟要之。诸葛亮乃为夷作图谱，先画天地日月君长城府，次画神龙，龙生夷及牛马驼羊。后画部主吏，乘马幡盖，巡行安恤。又画夷牵牛负酒赍金宝诣之之象，以赐夷，夷甚重之。”

## 著作
- 《出師表》——《後出師表》长期有学者认为是后人托名之作，陶元珍所著魏晋史丛考的第一篇《世传诸葛亮后出师表辨证》曾加以考证。
- 《诫子书》
- 《論讓奪》
- 《琴經》[40]
- 西晋陈寿撰《诸葛亮集》二十四篇，十万四千一百一十二字[6]:929。
- 明王士骐撰《武侯全书》。
- 清张澍撰《诸葛忠武侯文集》。

## 發明
- 天燈：亦稱為孔明燈，相傳源自四川平樂古鎮，三國時期，此鎮乃為軍事重地，諸葛亮當時被司馬懿困於平陽，諸葛亮算準風向，製成紙燈籠繫上求救信息放上天空，最終得以脫險。
- 十字連弩：被諸葛亮大大改進，諸葛亮改良當時只能連續射擊三發的「三連弩」，改造成一次能夠連射十發的「諸葛連弩」，是故連弩亦有諸葛連弩或諸葛弩之稱。
- 木牛流馬：分為木牛及流馬，為運輸工具。根據歷史記載，建興九年至十二年（231年－234年）诸葛亮在北伐時所使用，其載重量為「一歲糧」〈逾4百斤〉，每日行程為「特行者數十里，群行二十里」，為蜀國10萬大軍提供軍糧。另外还有机关防止敌人夺取后使用。然而其確實的設計、使用方式不明，至今後世對其亦有不同的解釋。
- 饅頭：《事物紀原》載：“諸葛武侯之徵孟獲，人曰蠻地多邪術，須禱于神，假陰兵以助之。然蠻俗必殺人，以其祭之，神則助之，為出兵也。武侯不從，因雜用羊豕之肉，而包之以面，像人頭以祠，神亦助焉，而為出兵。後人由此為饅頭。”明人郎瑛在《七類修稿》中也記有：“饅頭本名蠻頭，蠻地以人頭祭神，諸葛之徵孟獲，命以麵包肉為人頭以祭，謂之‘蠻頭’，今訛而饅頭。自諸葛亮以饅頭代替人頭祭瀘水後，饅頭就以儺食品的身份出現，作為祭享的陳設之用。不過，那時候的饅頭都是肉餡的，而且個兒很大。很長一段時間饅頭與饅首稱謂通用。
- 改良翻車（龍骨水車）
- 八阵图
- 蜀盐

## 纪念
諸葛亮去世後，蜀漢各地人民紛紛請求為諸葛亮建立廟宇，以紀念他對國家之功績，朝廷经过商议后，认为根据当时的制度，只有国君才有资格立庙，诸葛亮应该以功臣的身份，配食刘备，而不是单独立庙，于是皇帝劉禪拒絕；於是，各地百姓就每逢節日，跪在路旁高地拜祭諸葛亮:69。後來有人认为应该听从百姓的请愿，为诸葛亮在成都立庙。但根据礼法，刘备的庙已经立于成都，如果再给诸葛亮于同样的地点立庙，显然会侵逼主君的宗庙，刘禅又不听从。直到263年春季，步兵校尉習隆聯同一班大臣（向充等）上書皇帝（以周人懷念召伯、越王勾踐思念范蠡故事），要求在諸葛亮墳墓附近建立廟宇，劉禪這才同意:69-70。劉禪於是下詔於沔縣（今陝西勉縣）建廟，這亦是最早的一座武侯祠。魏將鍾會伐蜀時亦有到廟祭祀諸葛亮，命令士卒不可以在其墓左右伐樵。
到後來，多處地方都有修建武侯祠纪念诸葛亮，中國大陸目前另外尚有保存9处武侯祠，其中以四川成都武侯祠的最為著名，而河南南陽臥龍崗、湖北黃陵廟、甘肅祁山、陝西勉县、岐山、重慶白帝城及雲南保山都有武侯祠。
- 諸葛亮故里紀念館：山東省臨沂市沂南縣磚埠鎮孫家黃疃村，佔地2700平方米陽都故城
- 南陽武侯祠：河南省南陽市臥龍區臥龍崗街道卧龍路766号臥龍崗
- 隆中武侯祠(晋朝)：湖北省襄陽市襄城區隆中街道隆中社區隆中路461-1號
- 黃陵廟武侯祠：湖北省宜昌市夷陵區三斗坪鎮三峽大壩下游長江南岸
- 沔城武侯祠：湖北省仙桃市沔城回族鎮古城西門
- 石鼓書院武侯祠：湖南省衡陽市石鼓區瀟湘街道石鼓社區湘江北路69號（青草桥头）
- 白帝城武侯祠：重慶市奉節縣白帝鎮白帝村1號瞿塘峽口的長江北岸
- 成都武侯祠：四川省成都市武侯區漿洗街街道蜀漢街社區南門武侯祠大街254號
- 成都武侯祠博物館(1984)：四川省成都市武侯區漿洗街街道蜀漢街社區南門武侯祠大街254號
- 清溪武侯祠：四川省雅安市漢源縣清溪鎮
- 涼山武侯祠：四川省涼山彝族自治州越西縣越城鎮外南街
- 保山武侯祠（明朝嘉靖年間：雲南省保山市隆陽區九隆街道太保社區太保山上太保公园
- 古盟臺武侯祠（清光緒八年1882）：雲南省昆明市嵩明縣嵩陽街道西南街社區盟台西路516號 嵩明縣農機學校內 诸葛亮降服孟获古盟臺
- 通海武侯祠：雲南省玉溪市通海縣秀山街道
- 祁山武侯祠：甘肅省隴南市禮縣祁山鄉祁山堡
- 木門道武侯祠：甘肅省天水市秦州區牡丹鎮木門村
- 五泉山武侯祠（明建文元年1399年：甘肅省蘭州市城關區五泉街道五泉南路103號
- 五丈原諸葛亮廟：陝西省寶雞市岐山縣蔡家坡鎮五丈原村
- 諸葛亮墓：陝西省漢中市勉縣定軍山鎮元坪村定軍山脚下有四道山崗
- 勉縣武侯祠：陝西省漢中市勉縣軍山鎮元坪村108國道南150米 與武侯墓隔漢江相望
- 城固武侯祠：陝西省漢中市城固縣桔園鎮
- 新陽武侯祠（清雍正十三年1735年）：福建省漳州市雲霄縣馬鋪鄉新陽村
- 翠屏武侯祠：廣西壯族自治區桂林市陽朔縣葡萄鎮翠屏村五指山山麓

臺灣主祀諸葛亮的廟宇，則有南投縣魚池鄉玄機院、新竹市青草湖靈隱寺、台南市官田區玉旨孔明廟、高雄市彌陀區南寮清龍宮、高雄市苓雅區過田子意誠堂、屏東縣恆春鎮天下第一軍師府諸葛亮孔明廟。有放孔明燈習俗的新北市平溪區，於2011年從成都武侯祠取得一尊孔明神像，並且計畫要在當地建造孔明廟。
臺灣陪祀諸葛亮的廟宇則包括台北市士林區芝山岩惠濟宮、北投區行天宮、新北市三峽區白雞行修宮、桃園市大溪區劉備廟、台中谷關【玉敕封神台谷關大道院】、雲林縣元長鄉鹿寮保勝宮、臺南市永康區鹽行禹帝宮、高雄市左營啟明堂等。

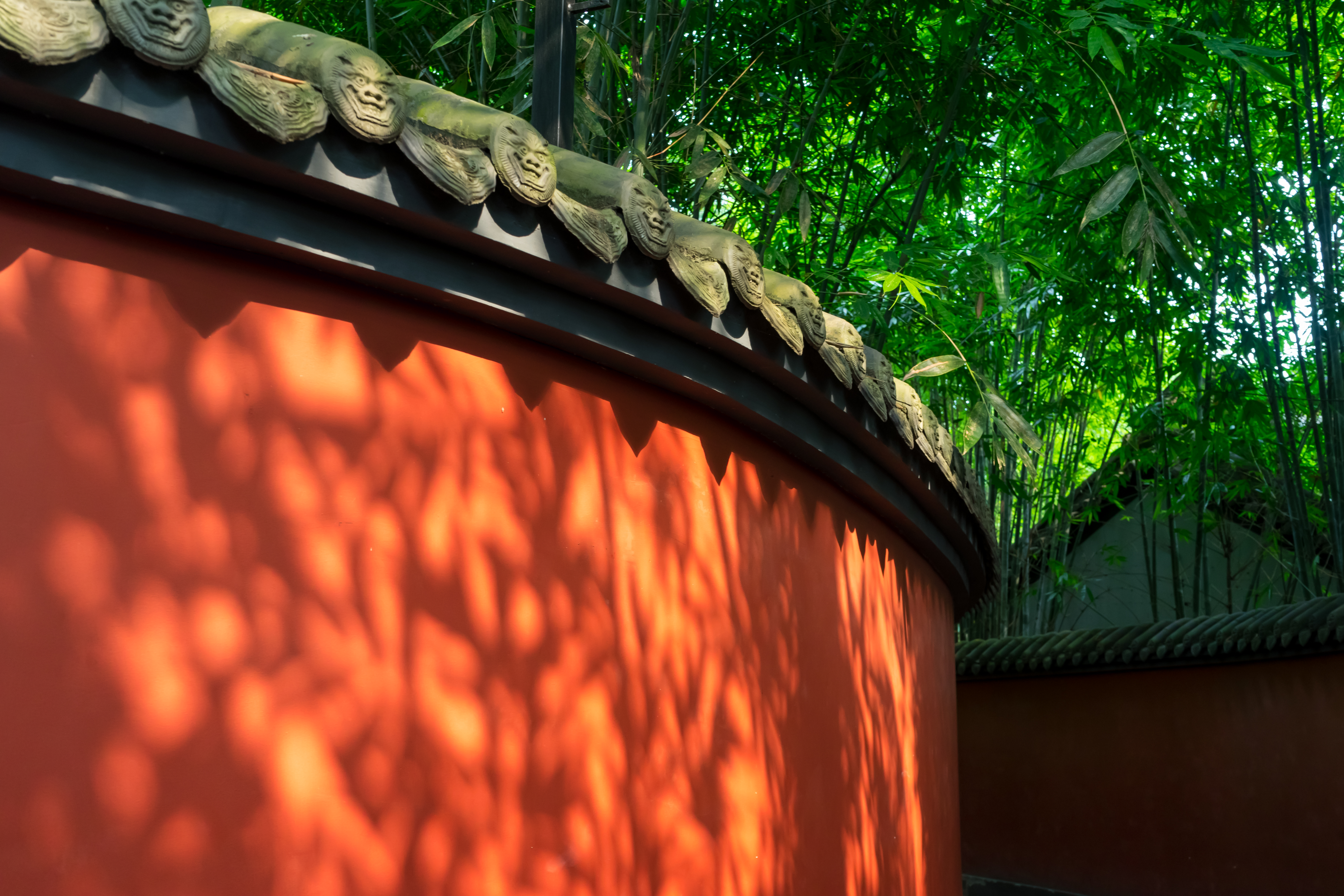
四川成都武侯祠
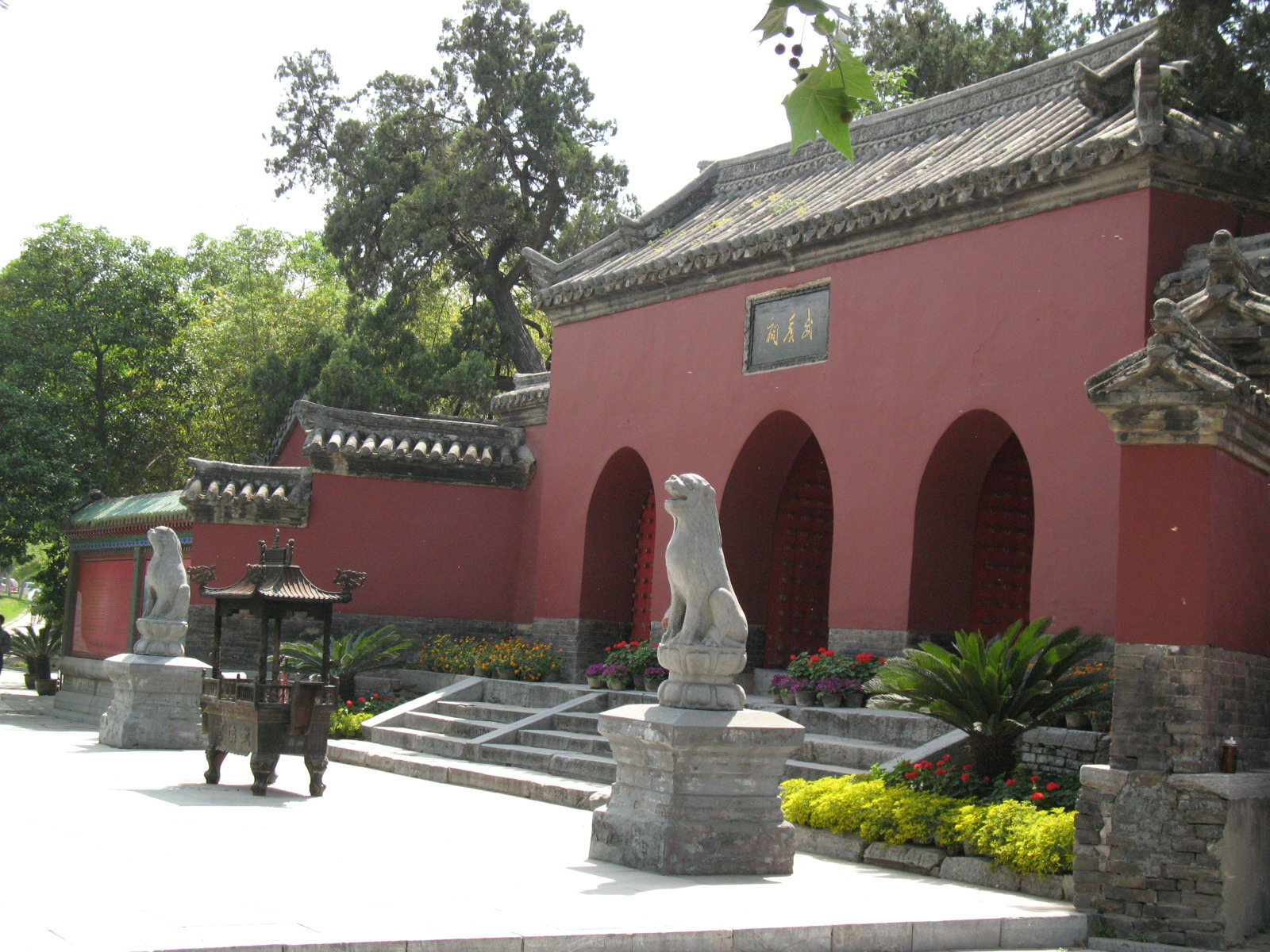
河南南阳武侯祠
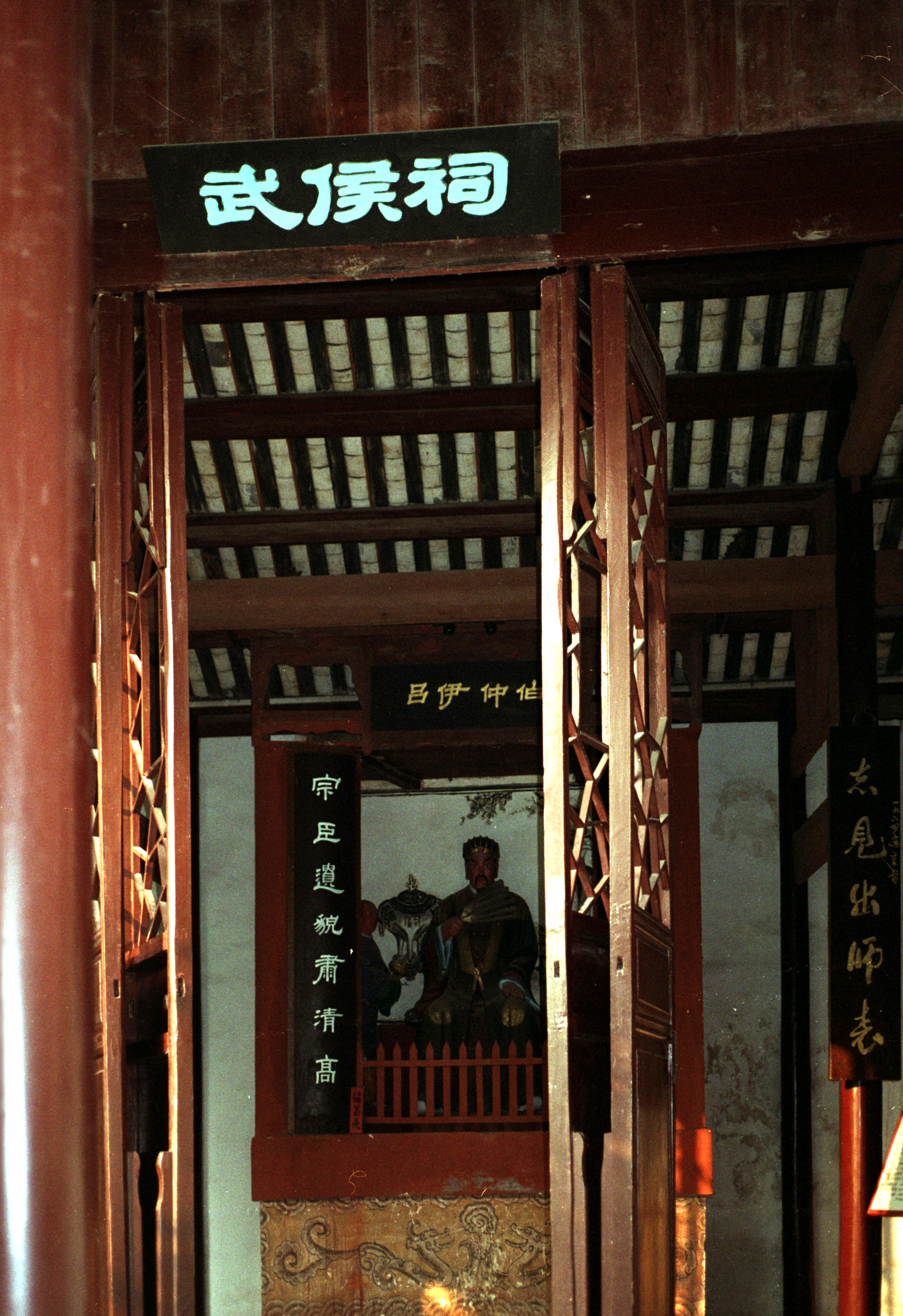
白帝城武侯祠

## 傳說及俚語

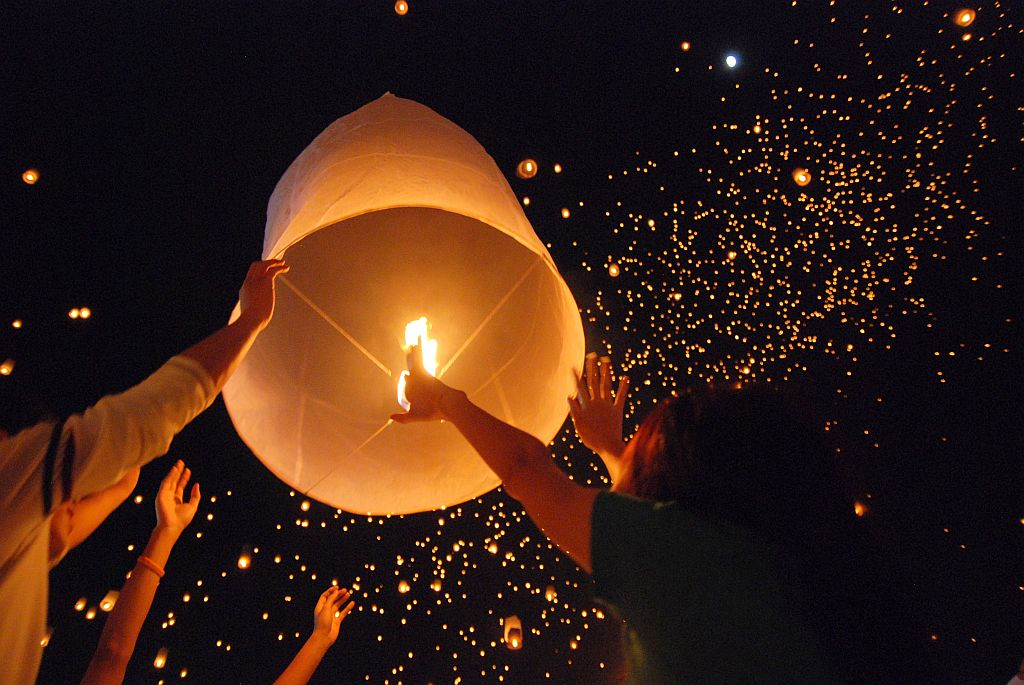
泰国清迈，人们在燃放孔明灯

诸葛亮在四川地区深得民心，四川很多地方的居民一直到近现代仍有头戴白布的习惯，据说就是为诸葛亮戴孝，历时一千多年。
在高承《事物紀原》中，有記載諸葛亮南征班師時，正遇風起，不能渡河，孟獲說這是猖神作怪，只要用人頭和牲畜祭祀，便會風平浪靜。但諸葛亮覺得用人頭太殘忍了，於是用麵粉搓成人頭狀，混上牛、羊等肉去替代，名為饅頭。（又有一說，饅頭乃張飛征蜀時發明）。
另外，相傳諸葛亮擔任軍師中郎將時，因解決糧食問題，向百姓詢問了當時名為「蔓菁」的野菜的種植方法，並下令士兵開始種蔓菁，補充軍糧，後世便把這菜稱為諸葛菜。
亦有傳說指諸葛亮另有一兒諸葛懷與一女諸葛果。在晉朝時曾召錄漢代名臣之後裔到京城任職，但諸葛懷推辭，自給自足，在家終老。而諸葛果則相傳在成都西南乘煙觀修行和成仙升天。
在山區的居民過去要放送消息，會施放孔明燈，相傳是諸葛亮傳下來的。在雲南（三國時南中之地），佧佤族有傳說指諸葛亮曾教他們祖先蓋房子、編竹籮；傣族傳說指當地的佛寺大殿屋頂就是仿照諸葛亮的帽子建造的，又有說諸葛亮南征時發明一種銅鼓，稱為「諸葛鼓」，白天做飯，晚間可敲它作警報。而現有許多俚語，如「事後孔明」、「事後諸葛」，意思是等到事情過後才發表各種高論，自以為先知；也有「三個臭皮匠，勝個諸葛亮」，意思是指形容集體智慧的偉大。
另有「死諸葛嚇走活仲達」之說，大意是說，諸葛亮在五丈原病逝之後，姜維、楊儀等人怕司馬懿探知實情，密令軍士雕塑諸葛亮的木雕像，於退兵時連同前鋒軍撤退。司馬懿等人早就懷疑諸葛亮已逝世，但不敢輕舉妄動，隨軍出來卻看到諸葛亮（木雕像）仍好端端的坐在車上，大吃一驚，急令軍隊回營，蜀漢軍因此平安的回到成都，並將盛放諸葛亮屍體的棺木一同送回，由蜀後主劉禪親葬之。事後司馬懿等人聽到諸葛亮終於死之後，才放下這心，專心準備征蜀之事。
諸葛神數相傳為漢諸武侯所作，共有三百八十四籤，以大易三百八十四爻之數占，籤文長短不一，寓意深遠，判斷吉凶，相當準繩。
諸葛神數又有稱之為諸葛神算、諸葛神籤、諸葛靈籤、臥龍神數、孔明神算、孔明大易神數、未來預知術。
諸葛亮在劉備病逝後為了扶持年幼的劉禪繼續執政，遂於建興元年（公元223年）下發《教與軍師長史參軍掾屬》及《又教與軍師長史參軍掾屬》兩篇奏文，以供部屬積極批評其秉政時的缺點與失誤。當中「夫參署者，集眾思，廣忠益也。」乃是現今常用成語「集思廣益」的來源。
民間傳說，明朝開國功臣的劉伯溫的前世正是三國時代蜀國軍師——諸葛亮。

## 民間藝術與流行文化

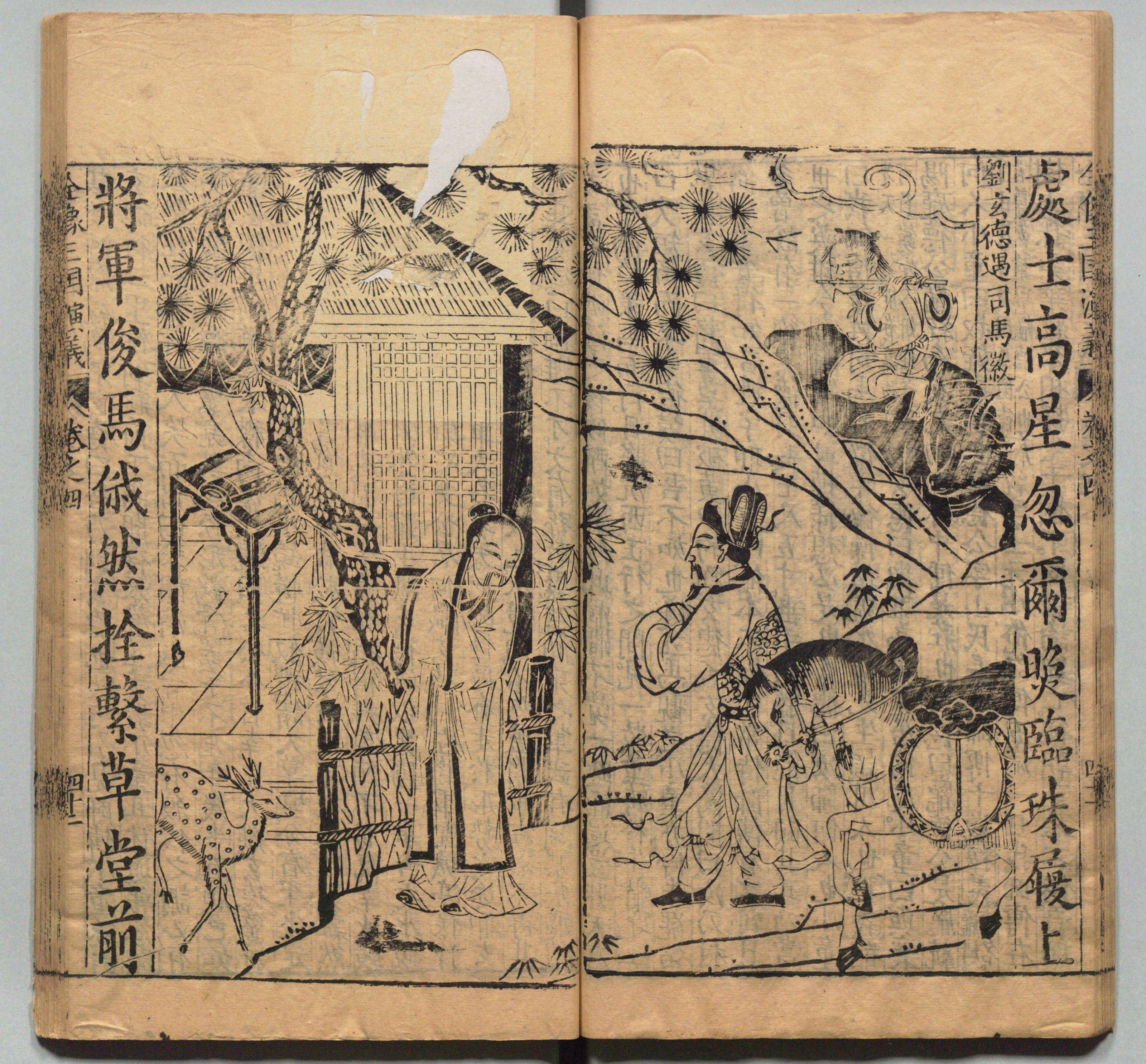
周曰校插图版《三国志通俗演义》中的诸葛亮草船借箭

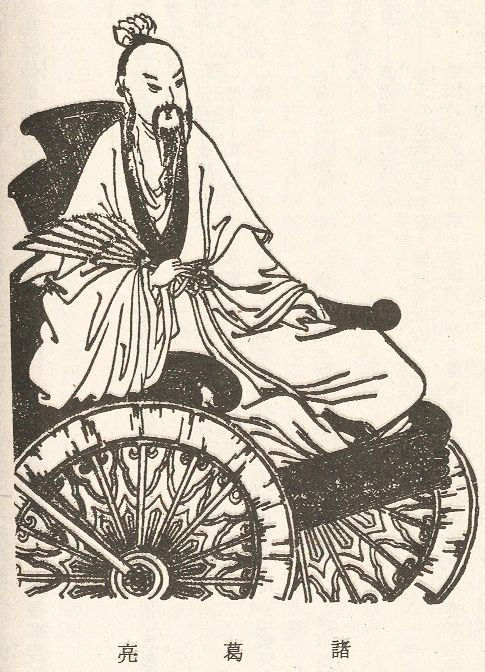
《三國演義》中的诸葛亮

小說《三國演義》結合過往傳奇、野史、戲曲、地方世代說法、被官史避諱說法、說部話本中诸葛亮的故事，他被描寫成智慧的化身，和《三國志》中的诸葛亮很不一样，而且事蹟亦有所出入，歷史上諸葛亮用兵的功績不如他治理蜀國的政績耀眼，但這些都成為家喻戶曉故事。如火烧博望與新野時，諸葛亮尚未出仕劉備；三顧茅廬、七擒孟获、六祁山（實際是五次北伐，只有第一、四次出祁山）等都經過誇張和劇情創造；舌战群儒、草船借箭、借东风、智激周瑜、三气周瑜、空城计等則是虛構或將劇情移花接木。
亦有部分小說將诸葛亮描寫成為一個道士，如七星壇祭風、延壽七星燈等，使得鲁迅在《中国小说史略》中批古本三國志通俗演义中的诸葛亮為「状诸葛之多智而近妖」，將一貫有法家風範的諸葛亮神化成了算無遺策、通天曉地、精通軍事、運籌帷幄、智慧超卓入聖之完美人物。
此外，在現代，孔明因為影視動漫中部份情節，像是「諸葛亮大罵王朗」一段的情節，三國電視劇的空城計中城上彈琴以及橫山光輝的漫畫「三國志」當中的「孔明的陷阱」（孔明の罠）等，而成為常見的惡搞素材，並常和「鬼畜」扯上關係，網路上亦有諸葛村夫及諸葛琴魔等稱謂。

### 戲劇

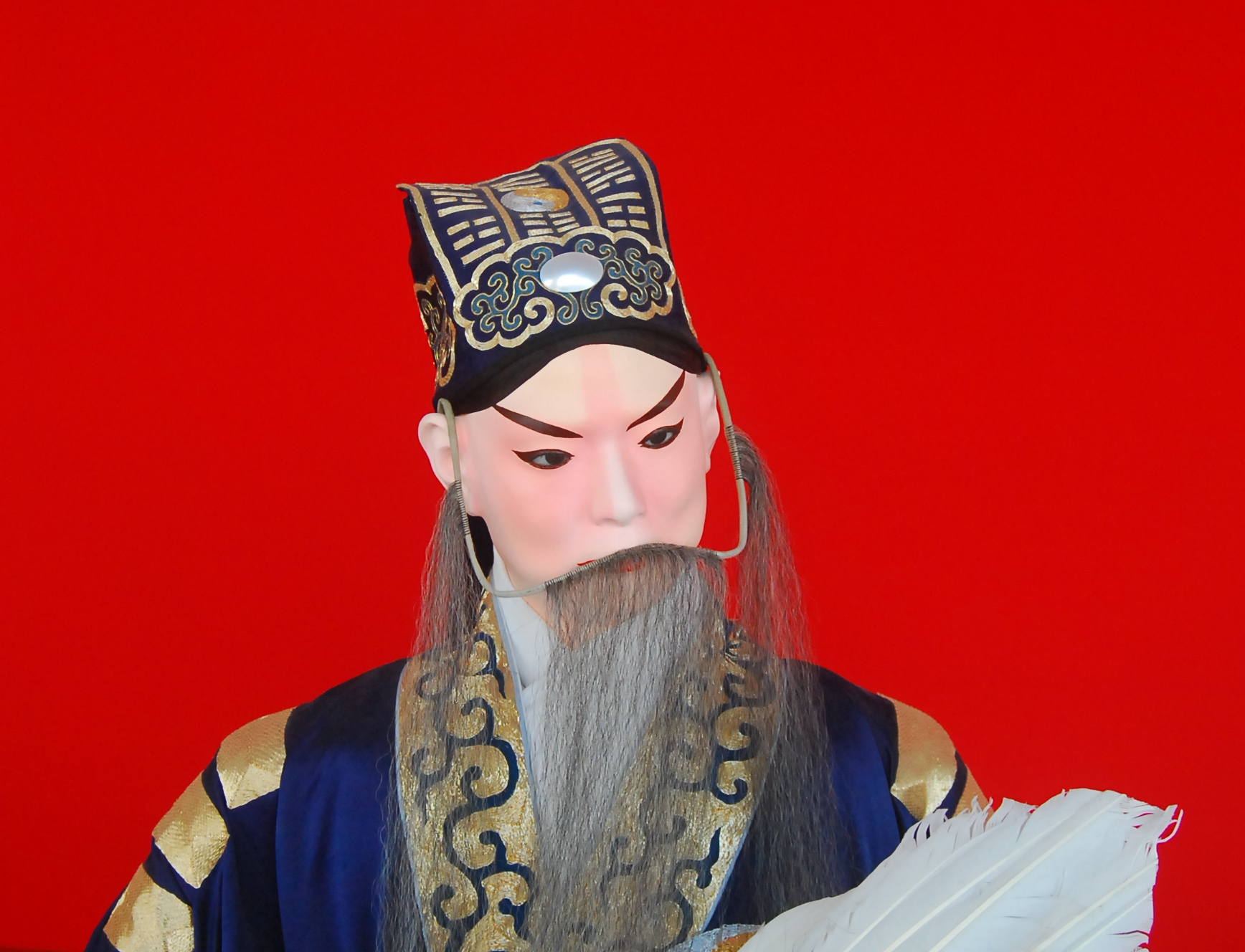
京剧中诸葛亮的扮相

在中國傳統戲曲中，諸葛亮一角為老生，身穿印有八卦圖案的外袍，手持羽扇。而劇目多來自《三國演義》，參與的劇目有《诸葛亮吊孝》、《收姜维》、《群英會》、《借東風》、《三氣周瑜》、《空城計》、《戰馬超》（又名《兩將軍》）等。
在戏剧中扮演过诸葛亮的人不计其数。其中比较著名的有：
- 越调表演艺术家申凤梅，在剧坛中有“活诸葛”之称。
- 京剧老生马连良、譚富英、于魁智。
- 葉青在歌仔戲《孔明三氣周瑜》中扮演诸葛亮。

日本也有音樂劇
- 《孔明最後の一夜》（在大阪的新歌舞伎座演出，由諏訪部順一主演[52]）

### 電影
| 年份 | 片名                      | 演員       |
| ---- | ------------------------- | ---------- |
| 1927 | 美人计                    | 徐维翰     |
| 1989 | 三国志：关公              | 赵彦民     |
| 1998 | 超時空要愛                | 梁朝偉     |
| 1999 | 諸葛孔明                  | 劉永       |
| 1999 | 一代枭雄曹操              | 劉永       |
| 2008 | 三國之見龍卸甲            | 濮存昕     |
| 2008 | 赤壁                      | 金城武     |
| 2009 | 赤壁2：決戰天下           | 金城武     |
| 2010 | 越光寶盒                  | 曾志偉     |
| 2020 | 新解釋·三國志             | 室剛       |
| 2023 | 狼獵人出發！人狼 三國志篇 | 小野塚勇人 |

### 電視劇
| 年份 | 剧名                 | 演員     | 配音   |
| ---- | -------------------- | -------- | ------ |
| 1976 | 三国春秋             | 张瑛     |        |
| 1985 | 诸葛亮               | 鄭少秋   |        |
| 1985 | 诸葛亮               | 李法曾   |        |
| 1993 | 關公                 | 樊志起   |        |
| 1994 | 三國演義             | 唐國強   | 徐涛   |
| 1996 | 关公                 | 趙樹海   |        |
| 2001 | 卧龙小诸葛           | 任泉     |        |
| 2004 | 武圣关公             | 王光辉   |        |
| 2005 | 神鬼八阵图           | 于波     |        |
| 2009 | 終極三國             | 柯有倫   |        |
| 2010 | 三國                 | 陸毅     |        |
| 2012 | 回到三國             | 林峯     |        |
| 2015 | 食之軍師             | 篠井英介 |        |
| 2016 | 梦想三国             | 金善雄   |        |
| 2016 | 武神赵子龙           | 杨玏     |        |
| 2017 | 大軍師司馬懿         | 王洛勇   | 周野芒 |
| 2022 | 風起隴西             | 李光潔   |        |
| 2022 | 大話三國之三國志霸道 | 張耘芝   |        |
| 2023 | 派對咖孔明           | 向井理   |        |

### 電子遊戲
- 《三國志》系列（光榮公司開發）
- 《三國志孔明傳》（光榮公司開發）
- 《三國志曹操傳》（光榮公司開發）
- 《三國志英傑傳》系列（光榮公司開發）
- 《吞食天地》系列
- 《三国志 中原之霸者》
- 《三国志II 霸王的大陆》
- 《三國志列傳 亂世群英》
- 《橫山光輝 三國志》
- 《全面战争：三国》（Creative Assembly開發）
- 《真三國無雙系列》/《無雙OROCHI系列》（光榮公司開發）
- 《天下三国之乱世奸雄》(双系列）
- 《天下三國之王者回归》
- 《決戰》系列（光榮公司開發）
- 《三国杀》
- 《三國群英傳系列》（宇峻奧汀開發）
- 《三國群俠傳》（東方演算（前身为河洛工作室）開發）
- 《臥龍傳》
- 《幻想三國誌系列》（宇峻奧汀開發）
- 《三國志大戰》（世嘉開發）
- 《三國大戰SMASH》
- 《夢三國》
- 《王者荣耀》
- 《三国战纪》
- 《臥龍：蒼天殞落》

### 動漫
- 《三國志》
- 《三國演義》
- 《橫山光輝三國志》
- 《蒼天航路》
- 《一骑当千》—諸葛亮孔明
- 《戀姬無雙》系列—諸葛亮孔明、真名朱里
- 《SD高達三國傳BraveBattleWarriors》、《BB戰士三國傳 英雄激突編》、《BB戰士三國傳 戰神決鬥編》—孔明靈．格斯/天翔龍孔明
- 《SD高达世界 三国创杰传》-諸葛亮 自由高达
- 《鋼鐵三國志》—諸葛亮
- 《閃電十一人GO》—諸葛孔明
- 《派對咖孔明》—諸葛孔明

### 音樂
- 《出師表》- 清漪、安九
- 《有为歌》，又名《卧龙吟》电视剧《三国演义》的一首插曲 - 由王健作词、谷建芬作曲、戴建明演唱、李一丁配乐
- 《哭諸葛》，电视剧《三国演义》的一首插曲 - 由王健作词、谷建芬作曲、劉歡演唱。

### 詩歌
- 《蜀相》- 杜甫：「丞相祠堂何處尋？錦官城外柏森森。映階碧草自春色，隔葉黃鸝空好音。三顧頻煩天下計，兩朝開濟老臣心。出師未捷身先死，長使英雄淚滿襟。」[5]:295
- 《詠懐古跡》（其五）- 杜甫：「諸葛大名垂宇宙，宗臣遺像肅清高。三分割據紆籌策，萬古雲霄一羽毛。伯仲之間見伊呂，指揮若定失蕭曹。運移漢祚終難復，志決身殲軍務勞。」[5]:295
- 《八陣圖》- 杜甫：「功蓋三分國，名存八陣圖。江流石不轉，遺恨失吞吳。」[5]:154
- 《讀蜀志》-李中：「鼎分天地日，先主力元微。魚水從相得，山河遂有歸。任賢無間忌，報國盡神機。草昧爭雄者，君臣似此稀。」[5]:159
- 《五丈原》- 胡曾：「蜀相西驱十万来，秋风原下久徘徊。长星不为英雄住，夜半流光落九垓。」
- 《隆中》古詩一首 - 蘇軾：「武侯來西國，千年愛未衰。今朝游故里，蜀客不勝悲。誰言襄陽野，生此萬乘師。山中有遺廟，矯矯龍之姿。龍蟠山水秀，龍去淵潭移。空餘蜿蜒迹，使我寒涕垂。」[5]:8
- 《書憤五首·其一》- 陸游：「早歲那知世事艱，中原北望氣如山。樓船夜雪瓜洲渡，鐵馬秋風大散關。塞上長城空自許，鏡中衰鬢已先斑。出師一表真名世，千載誰堪伯仲間！」
- 《筹笔驿》- 罗隐：「拋擲南陽為主憂，北征東討盡良籌。時來天地皆同力，運去英雄不自由。千里山河輕孺子，兩朝冠劍恨譙周。唯餘巖下多情水，猶解年年傍驛流。」
- 《懷孔明》-文天祥：「斜谷事不濟，將星隕營中。至今出師表，讀之淚沾胸。漢賊明大義，赤心貫蒼穹。世以成敗論，操懿真英雄。」[5]:298
- 《諸葛亮丞相渡瀘》-顧炎武：「火山橫日幕，銅澗亘天繳。亂樹雲南國，交繩僰外橋。枕戈岑逼仄。帶甲上岧嶢。地汁生淫霧，流煙入斗杓。七擒依算略，一戰定蠻苗。信洽炎荒永，恩宣益部遙。深思危大業，隆眷切先朝。更有親賢表，宮廷告百僚。」[5]:198
- 《司馬仲達、武侯の営址を観る図に題す》- 頼山陽
- 《武侯の墓》- 竹添進一郎
- 《肖像自贊》- 吉田松陰
- 《星落秋風五丈原》- 土井晩翠
- 《詠南陽》- 汪遵：「陸困泥蟠未適從，豈妨耕稼隱高踪。若非先主垂三顧，誰識草廬一卧龍。」[5]:41
- 《詠史詩·南陽》- 胡曾：「世亂英雄百戰餘，孔明方此樂耕鋤。蜀王不自垂三顧，爭得先主出草廬。」[5]:41
- 《題諸葛武侯畫像》- 王柏：「隆中高卧匪無情，鼎峙規模豈素心。自是將軍三顧晚，坐看世變轉移深。」[5]:36
- 乾隆帝謁景賢祠，改名「五賢祠」：「孝能竭力王祥覽，忠以捐軀顏杲真。所遇由來殊出處，端推諸葛是全人。」[5]:3

### 对联
- 能攻心则反側自消，自古知兵非好战；不审势即宽严皆误，后来治蜀要深思（清人趙藩題成都武侯祠）
- 兩表酬三顧；一對足千秋（游俊題成都武侯祠）
- 一生惟謹慎，七擒南渡，六出北征，何期五丈崩摧，九代志能遵教受；十倍荷褒榮，八陣名成，兩川福被，所合四方精銳，三分功定屬元勛（成都武侯祠）
- 勤王事大好兒孫，三世忠貞，史筆猶褒陳庶子；出師表驚人文字，千秋涕淚，墨痕同濺岳將軍[5]:298。（成都武侯祠）
- 心在朝廷原無論先主後主；名高天下何必辨襄陽南陽（顧嘉蘅題南陽武侯祠楹聯。另参诸葛亮躬耕地之争）
- 個個孔明諸葛亮；家家居易百樂添[53]（茶聯集大成者《百茶聯》作者在天題[54]）
- 成大事以小心，一生謹慎；仰風流於遺蹟，萬古清高（馮玉祥題勉縣武侯祠）
- 心遠地自偏，問草廬是耶非耶，此處想見當日；江流石不轉，睹秋水來者逝者，伊人宛在中央（范鶴年題石鼓書院武侯祠）

## 相關連結
- 對諸葛亮的評價
- 多处有名为卧龙镇、卧龙区、卧龙街道的地名，四川省汶川县有卧龙国家级自然保护区。

## 延伸阅读
[在维基数据编辑]
 在维基文库阅读此作者作品（ 在维基共享资源阅览影像、分类）
 《三國志·卷35》，出自陳壽《三國志》
| 官衔        | 官衔                     | 官衔                 |
| ----------- | ------------------------ | -------------------- |
| 前任： 张飞 | 蜀汉司隶校尉 221年—234年 | 繼任： 失考          |
| 前任： 首任 | 蜀汉益州牧 223年—234年   | 繼任： 蒋琬 益州刺史 |
| 新頭銜      | 蜀汉丞相 221年—234年     | 繼任： 職位廢除      |